# Belém (Paraíba)
Belém é um município brasileiro do estado da Paraíba. Pertence à Região Geográfica Intermediária de João Pessoa e está inserido na Região Metropolitana de Guarabira. Localiza-se a 123 quilômetros da capital João Pessoa e a 17 quilômetros do município Guarabira. Sua fundação ocorreu em 6 de setembro de 1957.
Conhecida por ter o maior e melhor festejos de São Pedro da Paraíba, evento popular realizado anualmente no primeiro final de semana do mês de julho, a cidade também é uma das mais importantes rotas de ligação entre diversos municípios da Paraíba ao estado do Rio Grande do Norte, através da PB-073 .

## Geografia
O município de Belém possui uma área territorial de 100,153 km², estando subdividido em cerca de 54 comunidades rurais, e um distrito (distrito de Rua Nova) e o distrito-sede.

### Relevo

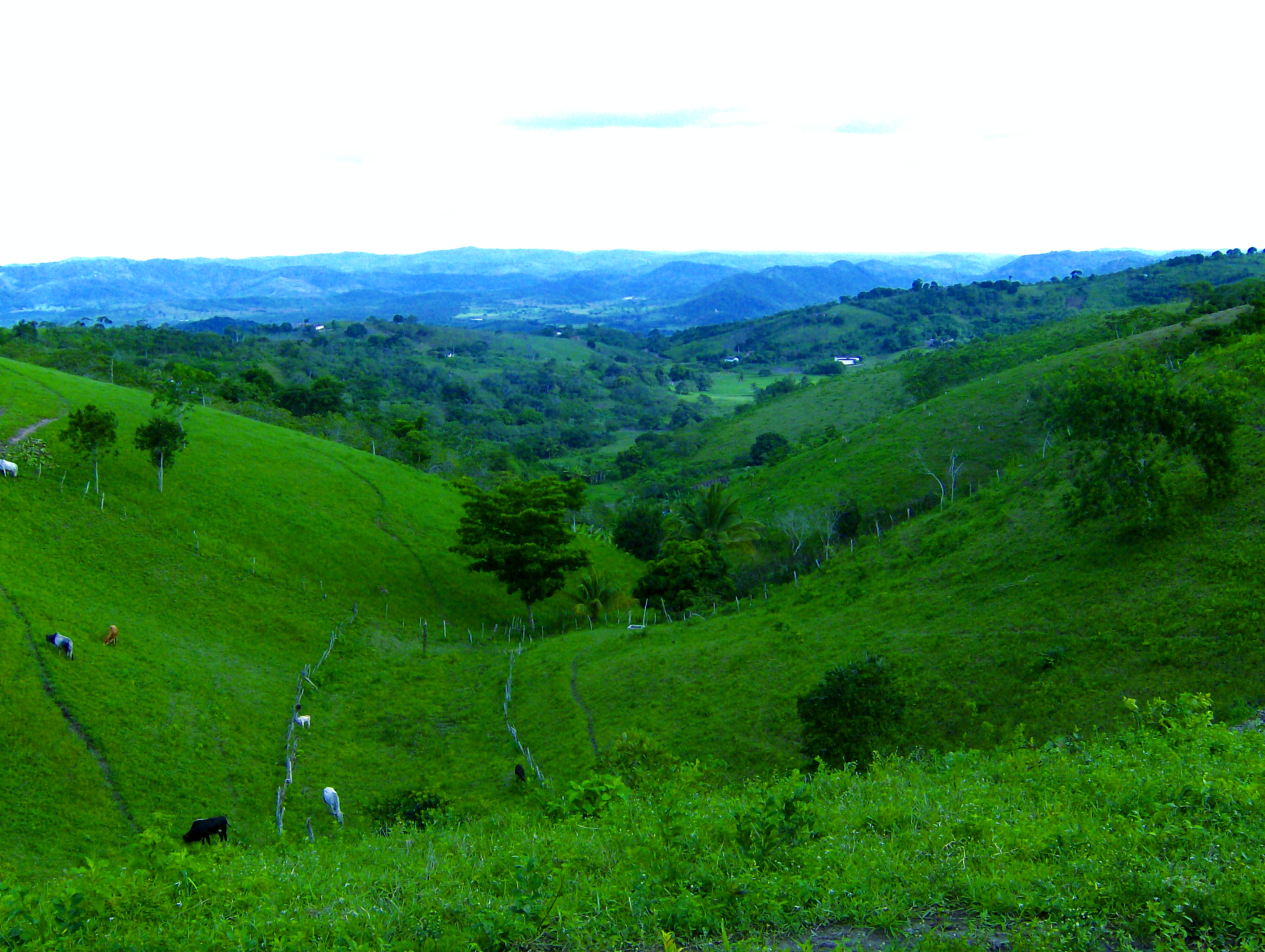
Relevo, sítio Mufumbo. Vista do Terreno José Leonel.

Localizado na Zona Fisiográfica do Piemonte da Borborema, o município de Belém apresenta um relevo caracterizado por uma superfície de pediplanação bastante monótona, relevo predominantemente suave-ondulado, cortada por vales estreitos, com vertentes dissecadas elaborada em rochas cristalinas.
As principais serras são: Suspiro, Jenipapo, Lagoa da Serra, Angelim, Camucá e Baiano.

### Clima

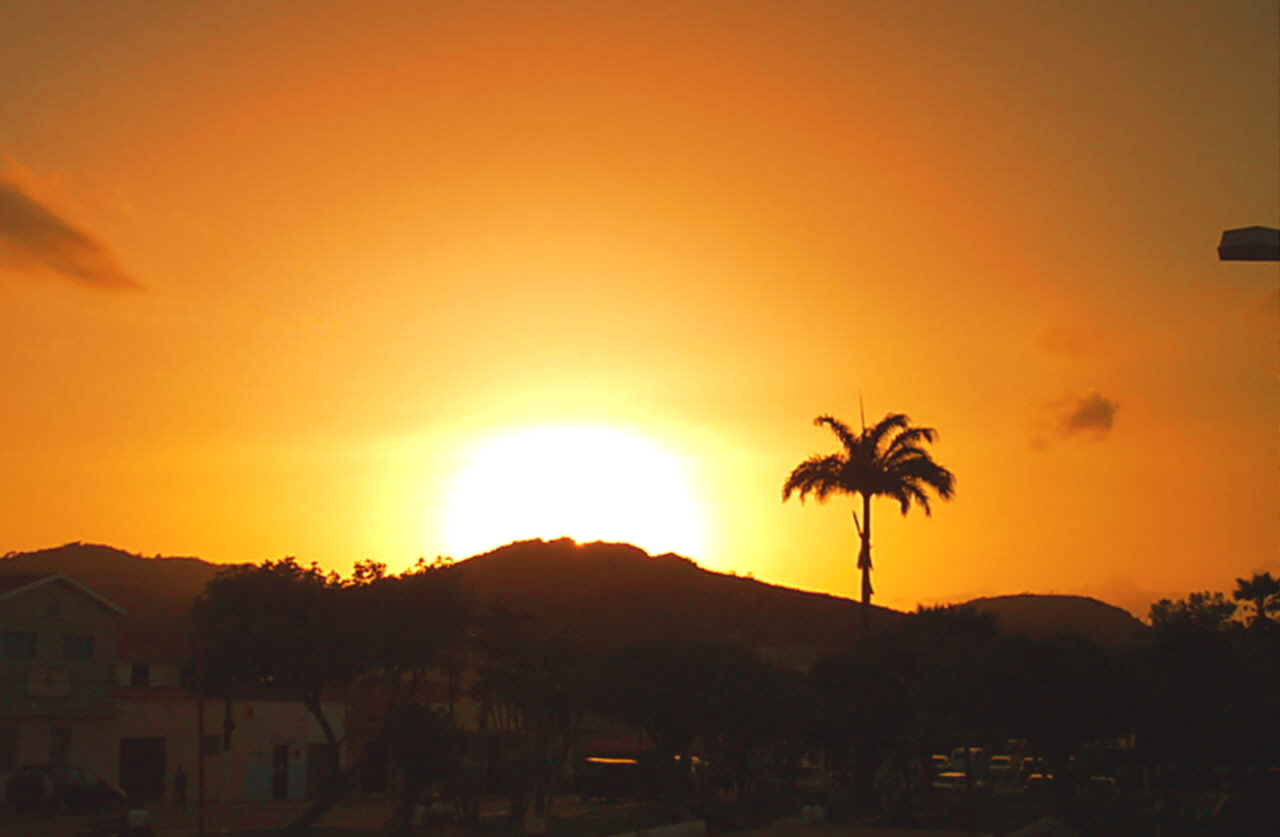
Pôr do sol em Belém. Ao fundo a Pedra do Cordeiro.

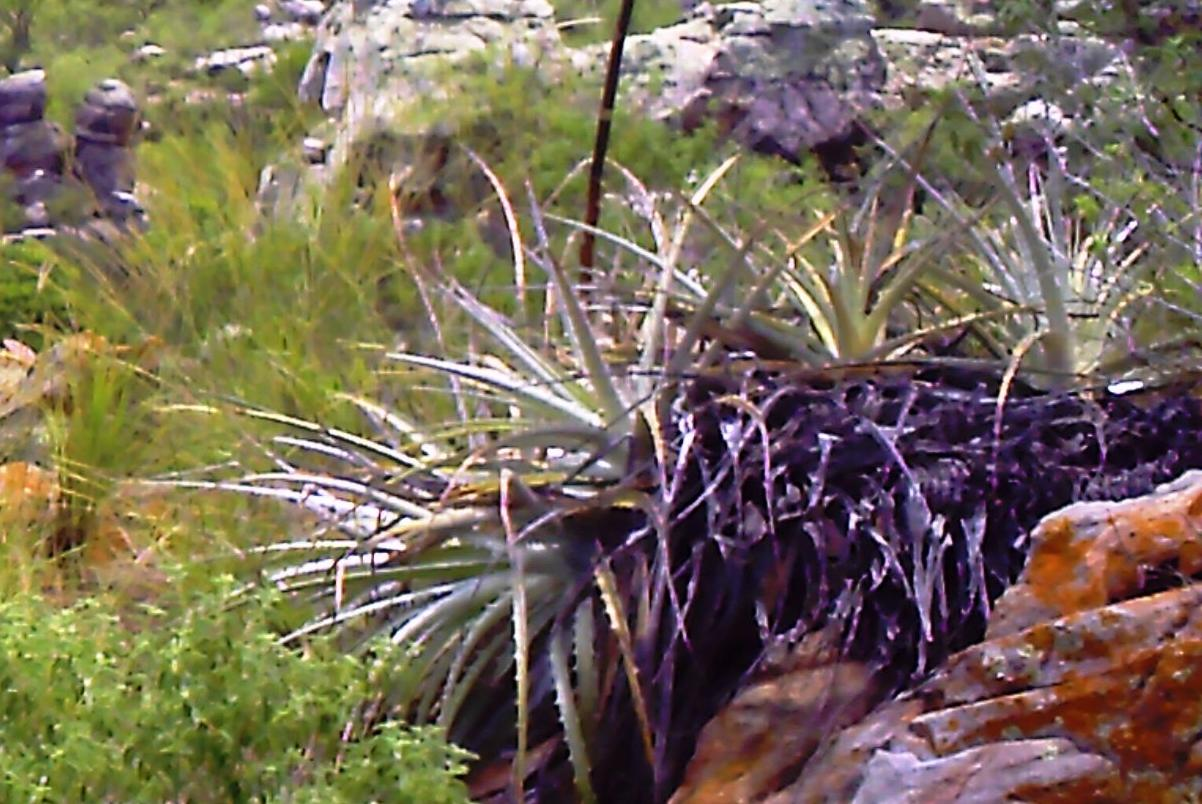
Macambira.

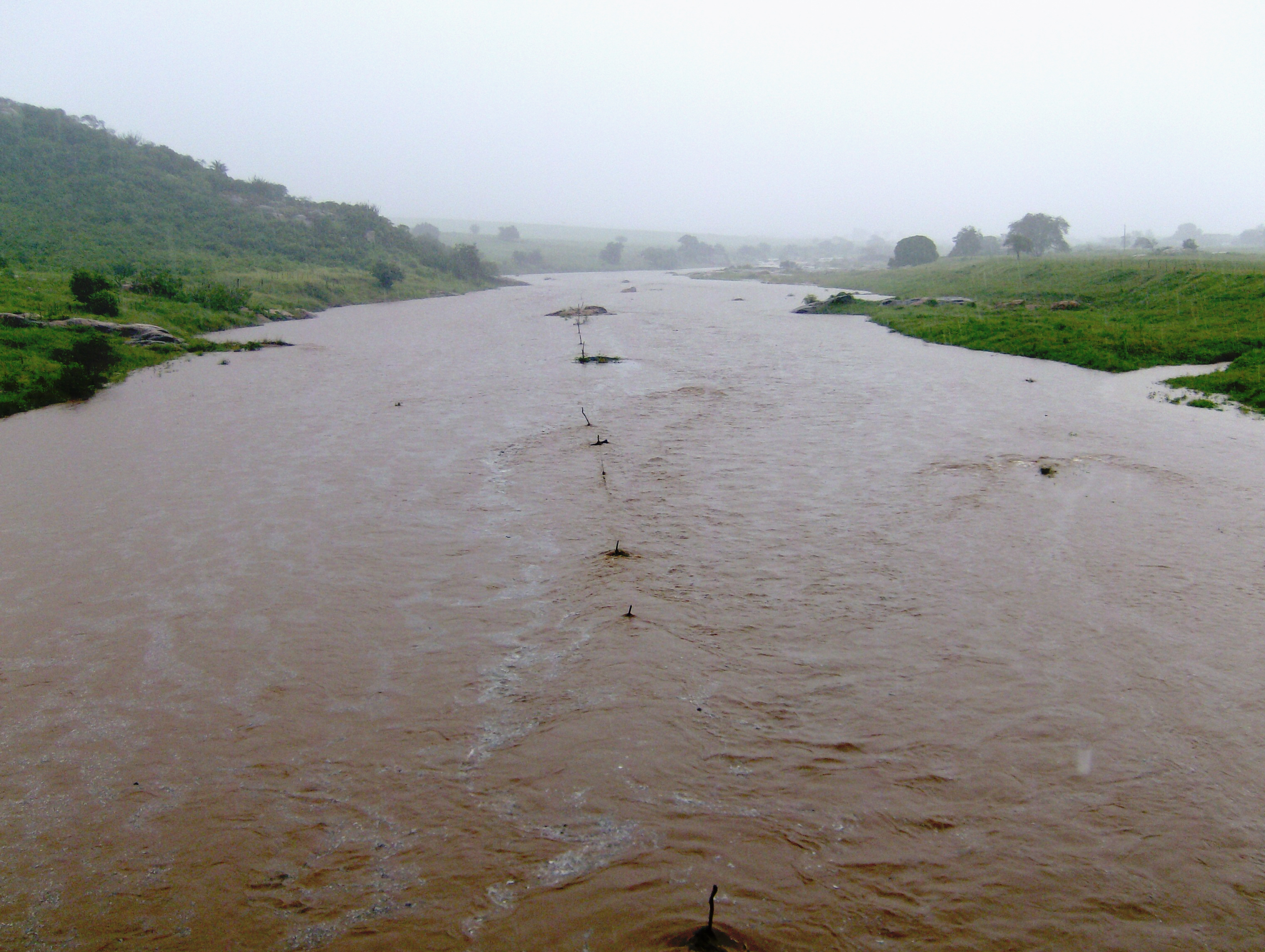
Rio Curimataú.

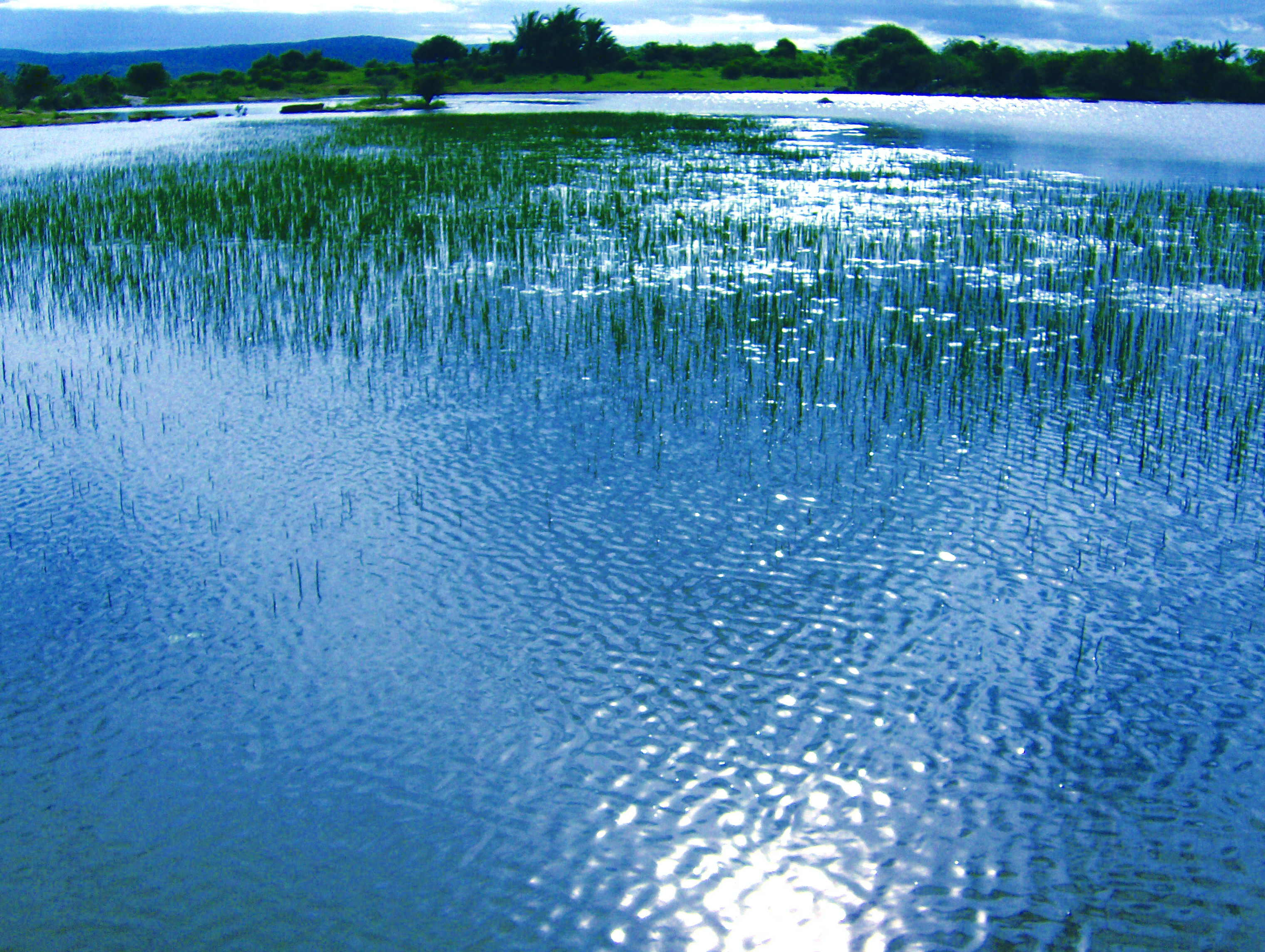
Lagoa do Umari.

O clima do município de Belém é do tipo tropical quente e úmido (As’) com chuvas concentradas de outono a inverno, influenciado por localizar-se numa área de transição entre o clima úmido do litoral e o semiárido do sertão. De acordo com o levantamento cartográfico do estado da Paraíba, realizado pela Sudema, a temperatura média anual do município de Belém está em torno de 26 a 27 graus celsius, com pluviosidade média anual de 1000 a 1200 milímetros, e uma insolação média de 2600 a 2700 horas anuais.

### Vegetação
Por estar na região geográfica da Depressão Sublitorânea a vegetação do município é do tipo catingado, classificada como Agreste e originalmente constituída por uma mata caducifólia de transição, com espécies xerófilas da caatinga e algumas espécies da mata úmida, e ainda, com cobertura de gramíneas rasteiras e espécies arbóreas primitivas como o juazeiro.

### Hidrografia
O município de Belém está inserido em duas bacias hidrográficas, sendo uma de domínio federal, por ultrapassar as fronteiras do estado da Paraíba, e a outra de domínio estadual, devido à área estar completamente no território paraibano.
Segundo a Agência Executiva de Gestão das Águas do Estado da Paraíba (AESA) o território belenense pertence às seguintes bacias:
A bacia hidrográfica do Rio Curimataú, pelas regiões norte/oeste do município. Em direção ao estado vizinho do Rio Grande do Norte. Tendo como principais riachos belenenses desaguando nessa bacia hidrográfica os riachos da Picada, Gameleira e do Meio;
E a bacia hidrográfica do Rio Mamanguape, pelas regiões sul/leste do município. Com os riachos desaguando inicialmente na micro-bacia do Rio do Pirpirituba. Esta grande bacia do Rio Mamanguape está incluída no conjunto de bacias hidrográficas do litoral norte paraibano.
Os principais reservatórios d'água são os açudes Tribofe, Picada, Saboeiro, Camucá do meio, Santo Antônio e Nica. E ainda algumas lagoas naturais, como a lagoa da Serra, do Umari e a lagoa do Curimataú.

### Geologia
Belém pertence à unidade geomorfológica conhecida como Escarpa Oriental da Borborema, caracterizado por morros, serras que avançam da depressão formando os primeiros contrafortes orientais da Borborema, constituídas de rochas do Complexo Presidente Juscelino com embasamento cristalino, com intercalações gnáissicas datadas do Pré-Cambriano e restos do capeamento sedimentar do Grupo Barreiras.
Fonte: Atlas Geográfico da Paraíba, 2003.

### Demografia
De acordo com a o Censo Demográfico de 2010, realizado pelo Instituto Brasileiro de Geografia e Estatística (IBGE), a população do município é de 17.093 habitantes, com uma densidade populacional de 170,67 habitantes por km². Observando o gráfico abaixo, percebe-se que desde a década de 1950 a população do município de Belém continuou sempre crescendo, atingindo o número de 17.093 (Censo 2010):
| Fonte: IBGE |

Urbana e rural
Em relação à situação de domicílio, a população residente na zona urbana é muito superior a população residente na zona rural.
| Urbana e Rural | Porcentagem |
| -------------- | ----------- |
| Urbana         | 79,49%      |
| Rural          | 20,51%      |

Fonte: IBGE(censo 2000)
Sexo
Observa-se no município que, a população feminina é superior à população masculina.
| Sexo      | Porcentagem |
| --------- | ----------- |
| Masculino | 48,81%      |
| Feminino  | 51,19%      |

Fonte: IBGE(censo 2000)
Raça ou cor
Ainda, segundo os dados do censo 2000 do IBGE, em relação à cor ou raça, a maior parte  da população belenense se declara parda, e a menor da cor negra.
| Raça ou Cor | Porcentagem |
| ----------- | ----------- |
| Branca      | 33,22%      |
| Negra       | 3,93%       |
| Parda       | 62,25%      |

Idosos
Nota-se, também, pelo censo 2000 do IBGE que, o município  possui uma elevada população de idosos, ultrapassando a população relativa (percentagem) do estado da Paraíba e do Brasil.
| Idosos  | Porcentagem |
| ------- | ----------- |
| Brasil  | 8,56%       |
| Paraíba | 10,2%       |
| Belém   | 13,6%       |

## História

### Período da colonização da Paraíba

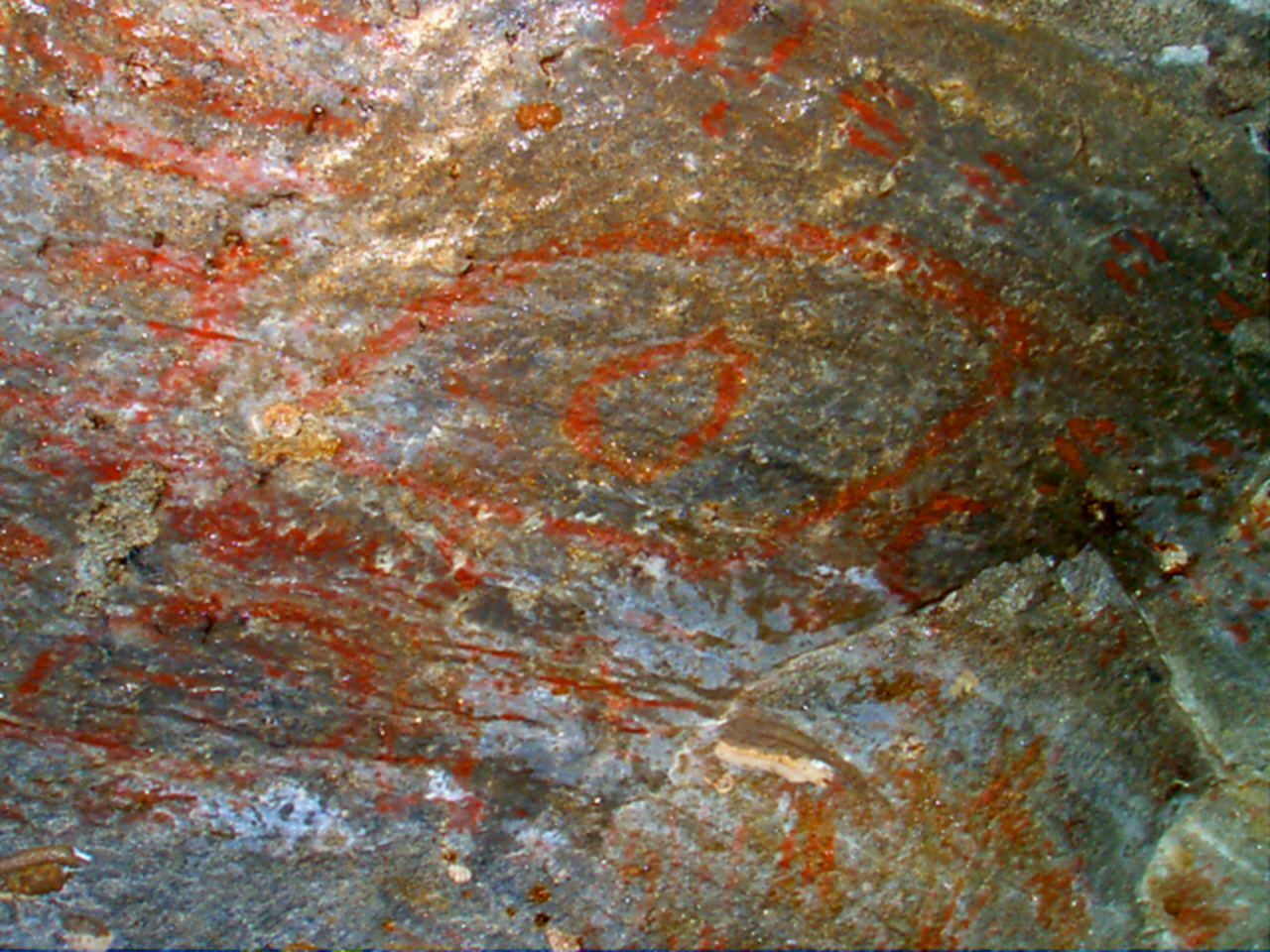
Inscrições rupestres na Serra da Copaoba (Borborema).

A história do município de Belém pode ser compreendida a partir de três períodos históricos distintos.
O primeiro período confunde-se com o início da colonização da Paraíba quando no final do século XVI, entre os anos de 1587 e 1592, nas administrações do Ouvidor Geral do Brasil, Martim Leitão, e do capitão-mor da Paraíba, Feliciano Coelho de Carvalho, aconteceram sangrentas batalhas na região da Serra da Copaoba, na qual está inserida grande parte do município de Belém, entre os Índios Potiguaras aliados dos franceses que exploravam o Pau-Brasil da região, e os portugueses, aliados com os índios Tabajaras do litoral paraibano. Os Potiguaras, primeiros nativos do município de Belém, sob a liderança dos caciques Pao-Seco e Zorobabé, tentaram resistir aos ataques dos colonizadores e dos Tabajaras, porém foram derrotados e os Potiguaras tiveram que fugir para o Estado do Rio Grande do Norte. Segundo historiadores, essa batalha sangrenta na região da Serra da Copaóba dizimou cerca de 20 mil índios Potiguaras.

### Fim do século XIX e início do século XX

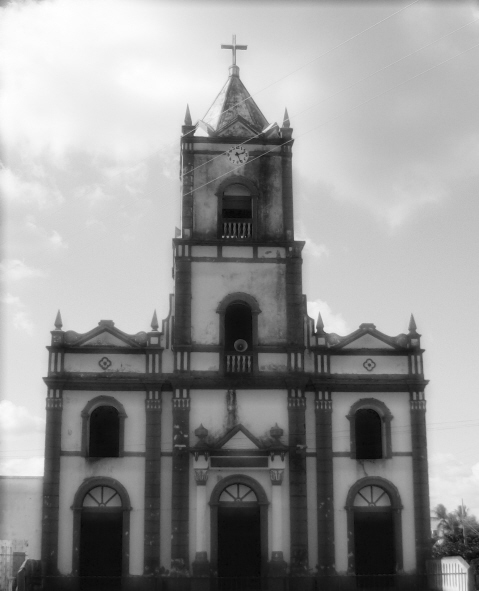
Igreja Nossa Senhora da Conceição.

O segundo período histórico do município de Belém remonta a segunda metade do século XIX quando de acordo com uma certidão datada de janeiro de 1935 do tabelião e oficial do registro de imóveis do Termo de Guarabira, Joel Baptista da Fonseca, o padre José Tavares Bezerra doou em 1871 uma parte de terras para a Capela Nossa Senhora da Conceição do povoado de Belém. Este pequeno povoado em formato de uma cruz, onde as primeiras residências e casebres foram se amontoando ao lado da estrada de barro que ligava-o a povoados mais próximos, foi denominado pelos seus moradores de Gengibre. Possivelmente pela abundância e cultivo dessa leguminosa pelos índios Potiguaras que habitavam a região a fim de fazerem escambo com os franceses que eram seus aliados.
No final do século XIX, missionários católicos que realizavam as chamadas Missões populares pela região da Serra da Borborema observaram que no lugarejo de Gengibre havia muitas brigas e confusões entre os habitantes. Foi quando o Frei Herculano, ou em outra versão corrente, o Padre Ibiapina, sugeriu que a mudança do nome povoado talvez fosse a solução, pois Gengibre se tratava de uma raiz ardente, e com um nome mais suave poderia mudar o comportamento agressivo dos habitantes. Daí surgiu o nome de Belém, que significa “casa de pão”, termo considerado manso e pacífico por ser o nome da cidade onde Jesus nasceu. E também, contam alguns, devido o povoado estar bem próximo de uma serra chamada Pedra do Cordeiro, fazendo assim uma analogia à figura de Jesus nascido em Belém da Judéia.
No início do século XX, chegou ao povoado um migrante, de nome ainda desconhecido, que se estabeleceu com um pequeno hotel para servir como hospedaria para as pessoas que se deslocavam periodicamente em direção às feiras dos povoados vizinhos. Já por volta do ano de 1914 teve início a construção da Igreja de Nossa Senhora da Conceição, tendo sido inaugurada oficialmente em 24 de fevereiro de 1934.
São lembrados ainda, como pioneiros da colonização de Belém, isto é, como os primeiros moradores da vila, os senhores Antônio da Cunha Rego, José Tomás Pedrosa, João Fernandes Madruga e Antônio Targino Pessoa.

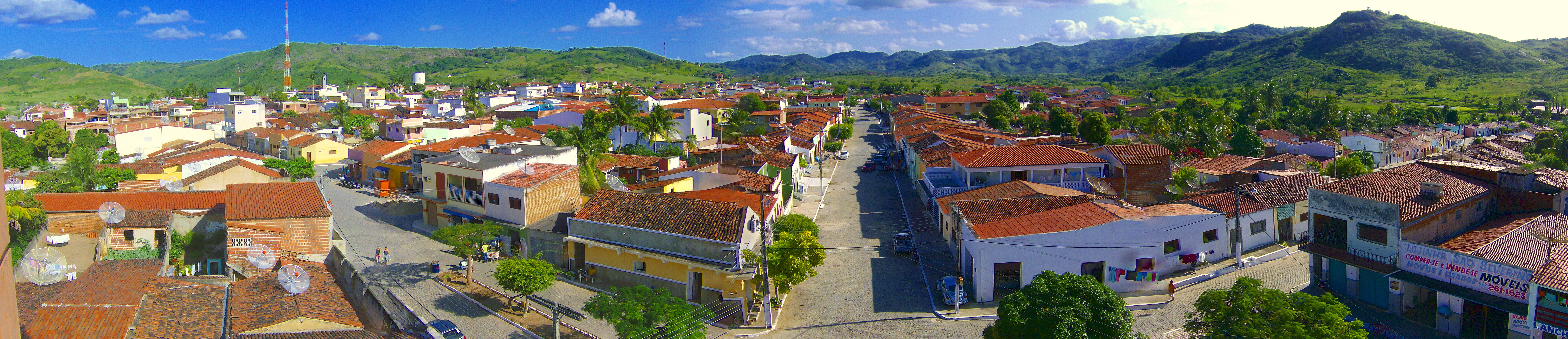
Vista das primeiras ruas de Belém.

### Período da emancipação Política
O terceiro período histórico município de Belém dar-se com o desenvolvimento econômico e o movimento pró-emancipação política e administrativa do município.

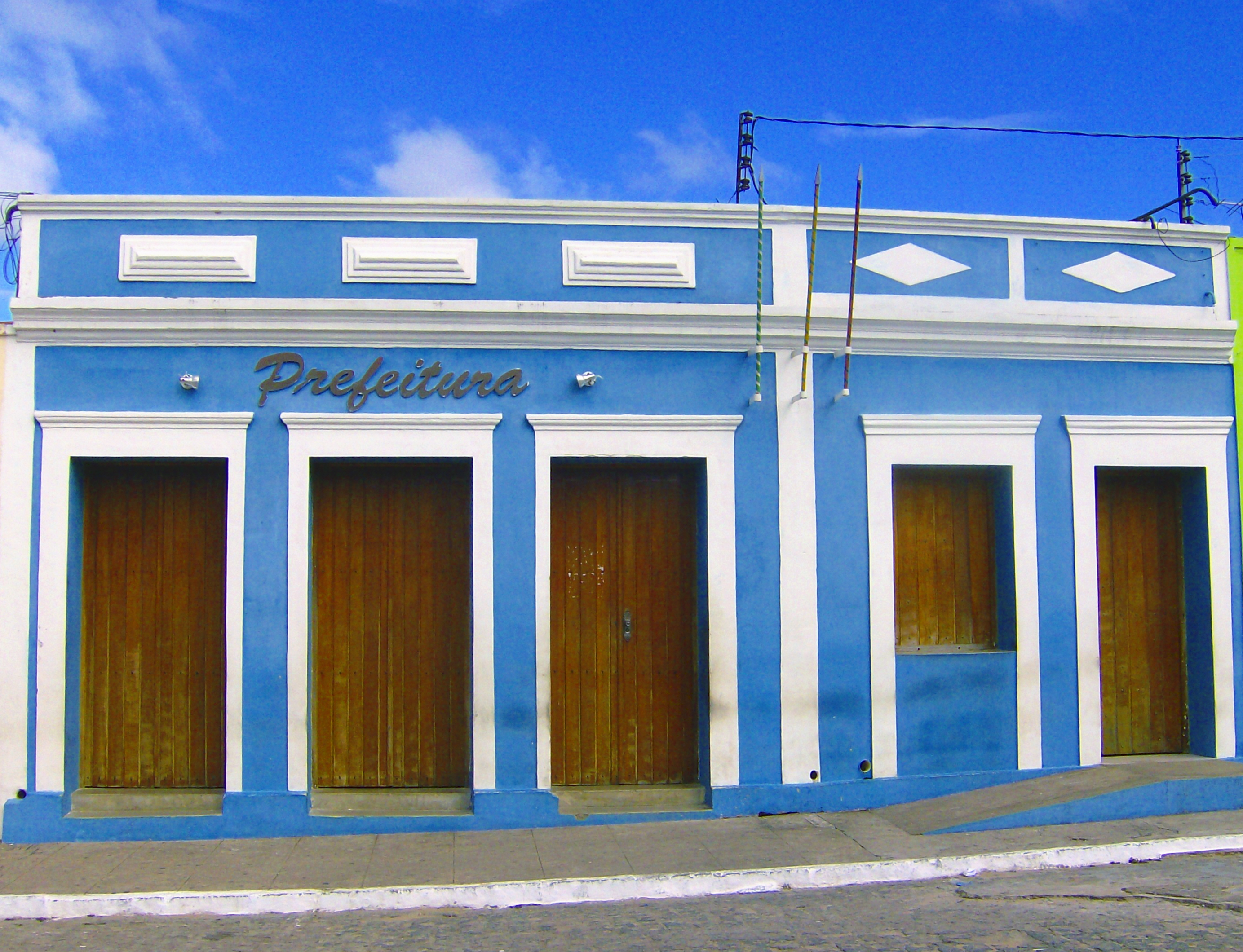
Prefeitura de Belém.

Até o final da metade do século XX, Belém era apenas um distrito de Caiçara, sem muita importância, contando apenas com quatro ruas que se cruzavam entre si formando a configuração de uma cruz. Eram elas: Rua do Sossego, Rua Paraguai, Rua Gameleira e Rua da Empresa.
Nas divisões administrativas do Brasil de 1936 a 1938, Belém figurou como Distrito de Caiçara, e modificado anos depois para Belém de Guarabira. Mas com o Decreto Lei Estadual nº 520 de 31 de dezembro de 1943 que estabeleceu a divisão administrativa para o quinquênio 1944-48, modificou o nome de Belém para Curimataú, permanecendo até o ano de 1949, quando através da Lei nº 318 de 7 de janeiro, fixou-se à divisão 49-53, mudando novamente sua denominação para Belém de Caiçara.
A partir de 1945, com o surgimento da rodovia PB-073 ligando os estados da Paraíba e o Rio Grande do Norte pela Microrregião de Guarabira, Belém tornou-se ainda mais importante como base de apoio para viajantes que utilizavam a referida estrada. Surgindo em consequência, inúmeras casas comerciais, postos de gasolina, hotéis etc.
Em 1953, no governo de José Américo de Almeida, Belém foi contemplada com verbas emergenciais para a construção do Açude Tribofe, devido a grande seca que assolava a região. É desse governante a doação e instalação em 1955 do grupo escolar Felinto Elísio. Com o crescimento do Distrito de Belém de Caiçara, em 1954 os habitantes iniciaram um movimento pró-emancipação liderado por um grupo de cidadãos, José Tomás Emiliano, José Brasiliano da Costa, Henrique Rodrigues, Cláudio Cantalice Viana, Luís Gomes de Lima, Vicente Cadó, Manuel Miguel de Azevedo, e Manuel Xavier de Carvalho, que liderava o movimento.
Esses cidadãos elaboraram um abaixo assinado no qual continha 2.120 assinaturas. O mesmo foi entregue a um dos Deputados Estadual da época, Humberto Lucena, que elaborou um projeto de lei reivindicando a emancipação política de Belém que até o momento pertencia a Caiçara. O projeto foi encaminhado a mesa diretora da Assembleia Legislativa em 2 de abril de 1956, sendo o mesmo derrotado por apenas um voto, devido uma articulação política tendo a frente o deputado Severino Ismael da Costa que tinha ligações políticas e familiares com a cidade de Caiçara, ressaltando que o Deputado colocava-se radicalmente contra a emancipação política de Belém.
Após o projeto ser votado, pressões e perseguições foram feitas, transferências de funcionários públicos, comerciantes foram perseguidos pelo fisco, através de cobranças irregulares, mas o espírito de luta e o desejo de ver Belém emancipado foi maior, e outro abaixo assinado foi feito e entregue ao Deputado Humberto Lucena por ocasião de sua visita aos seus amigos em Belém.
Chegando em João Pessoa, na segunda legislatura tratou de elaborar um segundo projeto, dessa vez com o apoio de outros deputados, inclusive do Senador Rui Carneiro que interveio junto à bancada pedindo que votassem pela Emancipação política de Belém. Mesmo assim o projeto foi tirado de pauta por seis vezes. Porém, semanas depois o projeto foi aprovado, e dessa vez com o apoio do próprio Deputado Severino Ismael, até então contra a emancipação, conforme nos assegura o Dr. Manuel Xavier de Carvalho no trecho de uma entrevista a seguir: “No início Severino Ismael era meu adversário político, sendo assim contra a nossa emancipação política, mas no decorrer do tempo ele foi um político compreensivo, aberto ao diálogo e acatou a ideia de apresentar na Assembleia Legislativa o projeto de autonomia que foi aprovado por seus pares e sancionado pelo governador da época Flávio Ribeiro Coutinho”. (Carvalho, 25 de Janeiro de 2006).
Aproximava-se a semana da pátria de 1957, quando o então governador Flávio Ribeiro Coutinho convocou por intermédio do Deputado Severino Ismael a sociedade de Belém, para no dia 6 de setembro de 1957, através da Lei Nº 1.752 dar a emancipação política ao Distrito de Belém de Caiçara, ocorrendo a sua instalação oficial em 6 de dezembro do mesmo ano, com o nome simplificado para Belém. No seu discurso, dizia o Governador Flávio Ribeiro Coutinho que dos distritos que ele elevou a categoria de cidade, só uma vez, com grande  orgulho o fez, foi com o município de Belém, porque quando ainda estudante passava férias na casa do Sr. Clóvis Cruz morador da então Vila.
Integrava a comitiva governamental na visita a Belém os senhores: Deputado Severino Ismael, Deputado Clóvis Bezerra, Joacil de Brito e Dudu Emiliano.
O primeiro prefeito do município de Belém foi Manuel Miguel de Azevedo em 1957, através de nomeação do Governador Flávio Ribeiro Coutinho. Porém, o primeiro prefeito eleito por voto direto da população belenense foi Manuel Xavier de Carvalho em 1959, mas teve sua eleição cassada por problemas no registro da candidatura, assumindo posteriormente João Gomes de Lima.

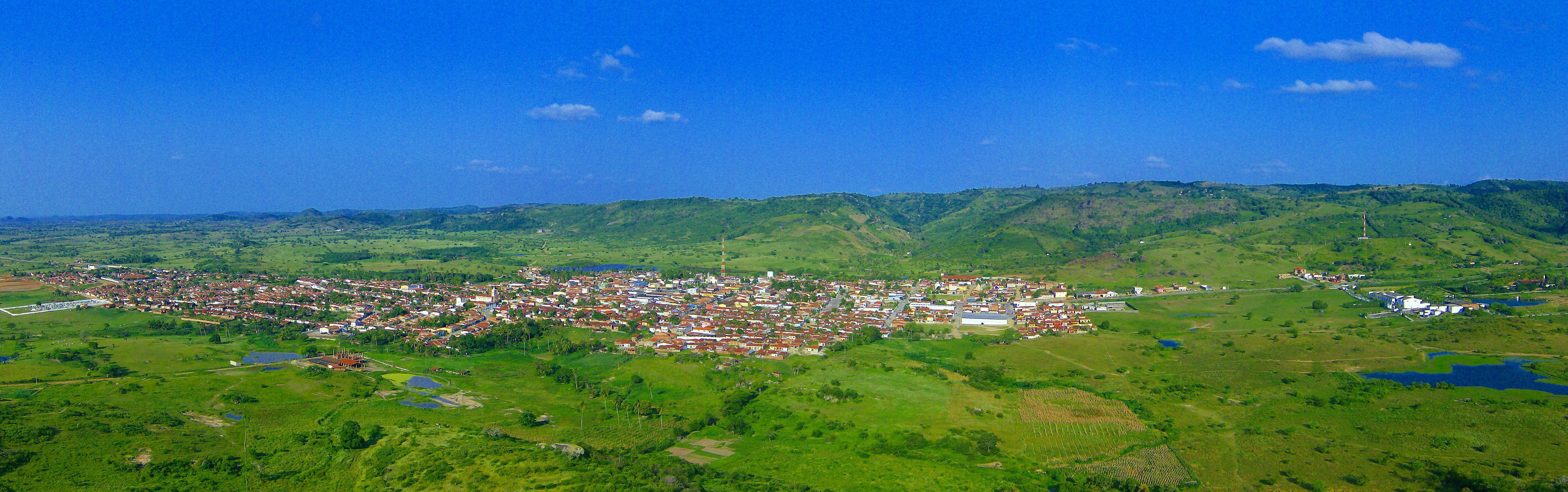
Vista de Belém - PB, a partir da Pedra do Cordeiro

### Eletrificação do município
Segundo moradores mais antigos do município, a geração de energia elétrica  para o antigo povoado começou a partir da década de 1930, através de um motor movido a óleo. Esse tipo de geração de energia elétrica se estendeu até o ano de 1962, quando foi instalada definitivamente a rede elétrica na administração do prefeito José Brasiliano da Costa, e continuada na administração de João Gomes de Lima.
Neste período de geração de energia elétrica através de motor a óleo, várias pessoas ficaram responsáveis para o funcionamento do mesmo. Uma das pessoas mais conhecidas para esta tarefa foi o senhor Severino de Sousa, conhecido por “Severino Pecador”. O seu filho, José de Sousa, relata que o seu pai ligava o motor sempre as 18 horas e desligava-o as 22 horas, pois era o período em que a população poderia desfrutar da energia elétrica.
Porém, nas épocas em que havia festas populares no antigo povoado, como o Natal e as Festas Juninas, a energia elétrica se estendia até as primeiras horas da madrugada. Situação que ditava o ritmo da população no período noturno e nos festejos, mas não impedia que o povo festejasse a sua cultura popular e seus trabalhos inerentes ao horário.
A geração de energia elétrica pelo motor a óleo marcou a história do município de Belém. Passados cinquenta anos de emancipação política-administrativa, a ser comemorado no dia 6 de setembro de 2007, o município de Belém vive uma nova época de desenvolvimento, além de a sede estar completamente eletrificada, praticamente toda a zona rural do município é atendida pela rede elétrica, algo indispensável para a melhoria das condições de vida do povo belenense.

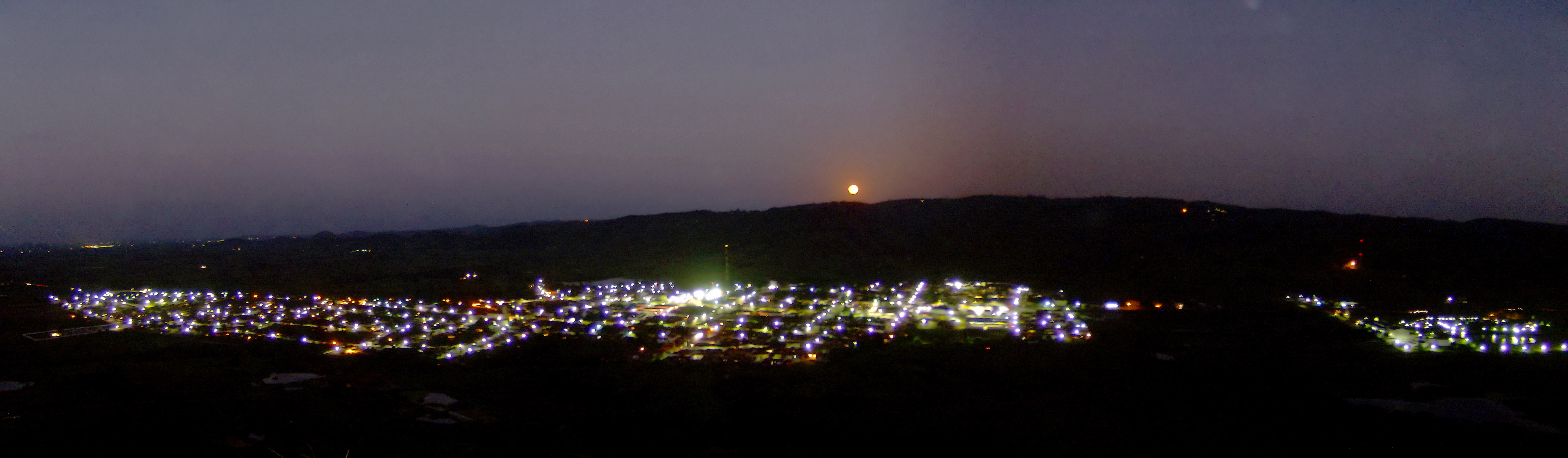
Vista noturna de Belém da Paraíba

## Política
A história política do município, desde o início, é marcada por diversas conturbações. Nos dois primeiros anos de emancipação político-administrativa cinco políticos exerceram o cargo de prefeito do município, Manuel Miguel de Azevedo, Manuel Xavier de Carvalho, Joaquim Mendes da Silva, José Brasiliano da Costa e João Gomes de Lima.
O primeiro prefeito nomeado foi Manuel Miguel de Azevedo, pelo então governador da Paraíba Flávio Ribeiro Coutinho, o prefeito exerceu um brevíssimo mandato de oito dias. Em seguida, o Governador em exercício, Pedro Gondim, nomeou o advogado Manuel Xavier de Carvalho para o cargo, no qual meses depois se afastou para concorrer à primeira eleição direta para prefeito constitucional do município de Belém, assumindo o posto de prefeito Joaquim Mendes.
Na eleição pelo voto direto foi eleito Manuel Xavier de Carvalho, porém seu mandato foi cassado por problemas no registro da candidatura, tendo assumido a prefeitura o José Brasiliano da Costa, o vice-prefeito mais votado na ocasião, pois na época o prefeito e o vice-prefeito eram escolhidos separadamente. Contudo, seis meses depois, assumiu a prefeitura o segundo candidato a prefeito mais votado no município, o João Gomes de Lima. Após uma década o advogado Manuel Xavier de Carvalho concorre novamente a uma eleição para prefeito, na qual saiu vitorioso, e dessa vez exerceu o mandato por quatro anos.
Em 1986, o então prefeito, Tarcísio Marcelo, teve seu mandato cassado pela Câmara Municipal de Belém, e o vice-prefeito, Luís Porpino da Costa, conhecido popularmente por Seu Biluca, assumiu por 46 dias a administração do município, retornando, posteriormente, o prefeito Tarcísio Marcelo após ganhar na justiça o direito de governar o município.
Na eleição para prefeito em 1996 o candidato Edmilson Ribeiro perdeu a eleição para Tarcísio Marcelo por pouco mais de 30 votos, e pediu a justiça eleitoral a recontagem dos votos. O pedido foi acatado pela justiça eleitoral e os votos da eleição foram novamente apurados, mas permaneceu o resultado anterior.

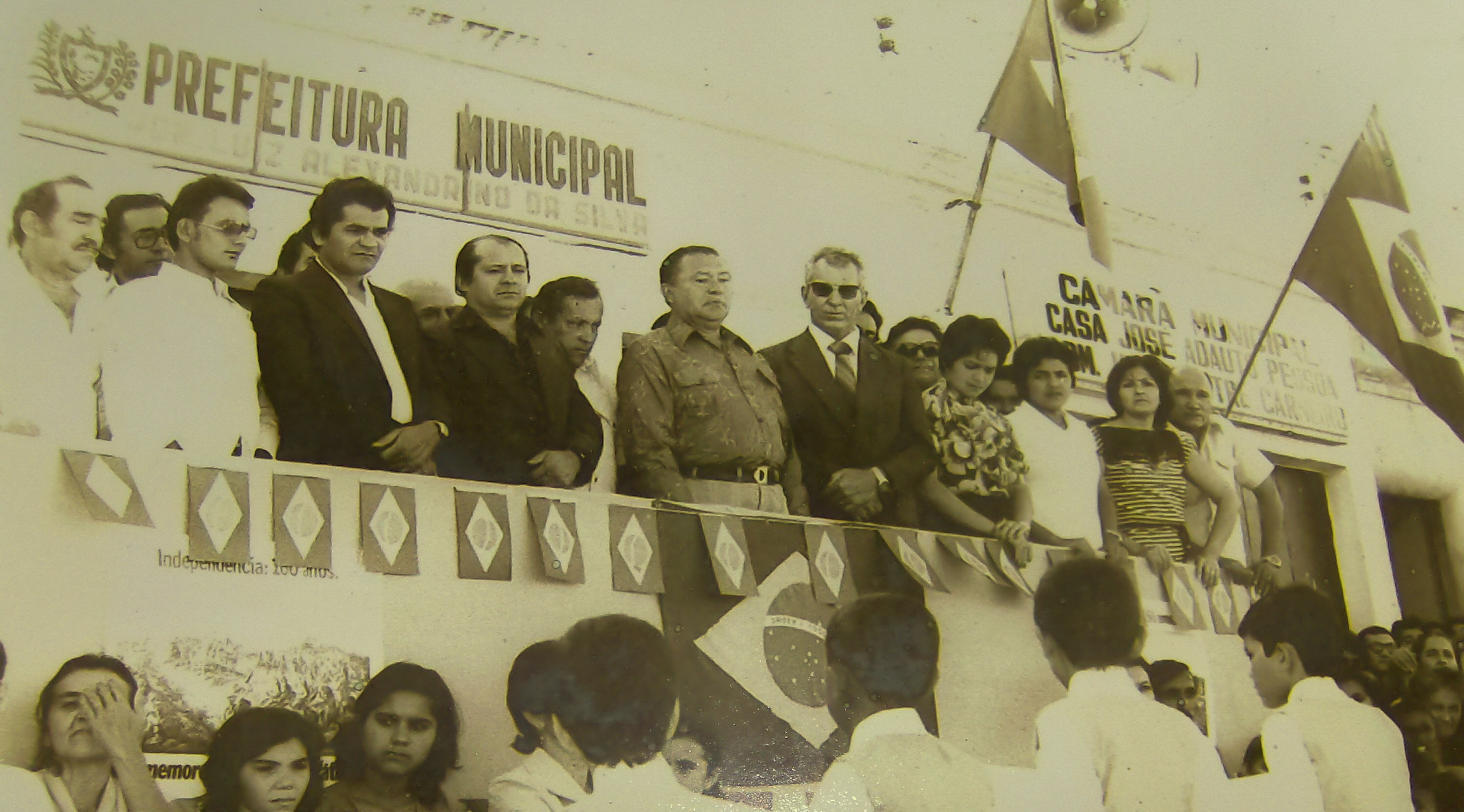
Comemoração da Independência do Brasil em frente a prefeitura. Na parte superior da esquerda para direita, na primeira fila, a quarta pessoa é o ex-prefeito Luíz Alexandrino (Lula Firmino), e em seguida o ex-prefeito José de Almeida

### A tragédia política de 1985
No dia 14 de setembro de 1985 aconteceu um trágico episódio que marcou a história política de Belém: O assassinato do ex-prefeito Luís Alexandrino da Silva, popularmente conhecido por Lula Firmino.
Em seu Jipe, o ex-prefeito Lula Firmino se dirigia com o amigo Manuel Luís Neto, também conhecido por “Xinha", até a sua propriedade rural no sítio Gameleira, município de Belém, quando foi surpreendido por pistoleiros numa emboscada ao lado do riacho do Meio, nas imediações do sítio do Sr. José Thomas Emiliano, próximo a propriedade do ex-prefeito.
Segundo o amigo que o acompanhava, os pistoleiros desceram do carro onde estavam, cumprimentaram Lula Firmino e anunciaram o crime. O ex-prefeito ainda implorou para não retirarem sua vida, oferecendo objetos pessoais para os assassinos, porém sem êxito. O mesmo acompanhante de Lula Firmino conseguiu, milagrosamente, escapar dos pistoleiros e avisar aos outros amigos na cidade de Belém sobre o episódio. Ao chegarem no local do crime, encontraram Lula Firmino barbaramente assassinado com vários tiros de arma de fogo.
Houve uma grande comoção da população belenense. Lula Firmino era um dos políticos mais populares da época. Tinha uma oratória convincente e empolgante. Sua influência política crescia no município e na região.
Alguns dias depois, os pistoleiros foram presos e confessaram o assassinato, e teriam acusado um grupo político local como o mandante do crime.
Misteriosamente, um dos pistoleiros, Paulo Roberto, foi encontrado morto dentro de uma cela no presídio do Roger, em João Pessoa, onde estava preso. Também foi acusado na participação do assassinato um policial, o Cabo Galdino, por ter indicado a vítima, Lula Firmino, aos pistoleiros após ter cumprimentado o ex-prefeito nas imediações da praça Seis de Setembro, em Belém.
Matéria do Jornal O Norte, datada de 20 de setembro de 1985, destacou a decretação de prisão preventiva expedida pelo então juiz da Comarca de Belém, Marcos Cavalcanti de Albuquerque, contra o fazendeiro e ex-prefeito de Belém, João Gomes de Lima, acusado de ter sido o mandante do assassinato. No julgamento ocorrido meses depois, João Pedro, como também era conhecido o fazendeiro, foi absolvido pela Justiça.
Terminava, com esse episódio, a história política de um dos belenenses mais brilhantes e promissores na vida pública que o município de Belém já ofereceu. Luís Alexandrino da Silva, assassinado aos 46 anos de idade, prefeito de Belém no período de 1977 a 1982.

### Prefeitos
Observação: Entre 1957 e 1958 não houve eleição direta para prefeito no Município de Belém, os prefeitos foram nomeados pelo governo estadual. A primeira eleição ocorreu em 1959, na qual foi eleito Manoel Xavier de Carvalho, do PSD, com 828 votos. Porém, devido problemas no registro da candidatura, não assumiu o cargo, o qual foi ocupado, inicialmente, por Brasiliano da Costa e, meses depois, por João Gomes de Lima. Fonte: TRE-PB
| nº | Nome                                       | Período                   |
| 1  | Manuel Miguel de Azevedo                   | 1957 - mandato de 8 dias  |
| 2  | Manoel Xavier de Carvalho                  | 1958 - meses              |
| 3  | Joaquim Mendes da Silva                    | 1958 - meses              |
| 4  | José Brasiliano da Costa                   | 1959 - meses              |
| 5  | João Gomes de Lima                         | 1959 a 1963               |
| 6  | Rodolfo Gomes Pedrosa                      | 1963 a 1968               |
| 7  | Manoel Xavier de Carvalho                  | 1969 a 1972               |
| 8  | José de Almeida                            | 1973 a 1976               |
| 9  | José Brasiliano da Costa                   | 1976 - meses              |
| 10 | Luís Alexandrino da Silva (Lula Firmino)   | 1977 a 1982               |
| 11 | Tarcísio Marcelo Barbosa de Lima           | 1983 a 1988               |
| 12 | Luís Porpino da Costa (Biluca)             | 1986 - mandato de 46 dias |
| 13 | Wellington Guedes de Carvalho              | 1989 a 1992               |
| 14 | Edmilson Rocha de Lima                     | 1993 a 1996               |
| 15 | Tarcísio Marcelo Barbosa de Lima           | 1997 a 2000               |
| 16 | Tarcísio Marcelo Barbosa de Lima           | 2001 a 2004               |
| 17 | Roberto Flávio Guedes Barbosa              | 2005 a 2008               |
| 18 | Roberto Flávio Guedes Barbosa              | 2009 a 2012               |
| 19 | Edgard Gama                                | 2013 a 2016               |
| 20 | Renata Christinne F. de Souza Lima Barbosa | 2017 a 2020               |
| 21 | Aline Barbosa de Lima                      | 2021 a 2024               |

## Cultura
O município tem uma grande diversidade cultural, especialmente ligada as expressões da cultura popular. Com o passar dos anos, algumas delas foram sendo esquecidas, porém existe um movimento de pessoas ligadas à cultura popular belenense que estão tentando resgatar essas expressões culturais do município. São diversos folguedos, danças, expressões artísticas e festas populares como as quadrilhas juninas, o boi-de-reis, o pastoril, a ciranda, o artesanato, o carnaval, as festas religiosas do Natal e da Padroeira, a feira livre e o maior evento cultural da atualidade no município: a festa do São Pedro.

### Folguedos e danças
Quadrilha junina

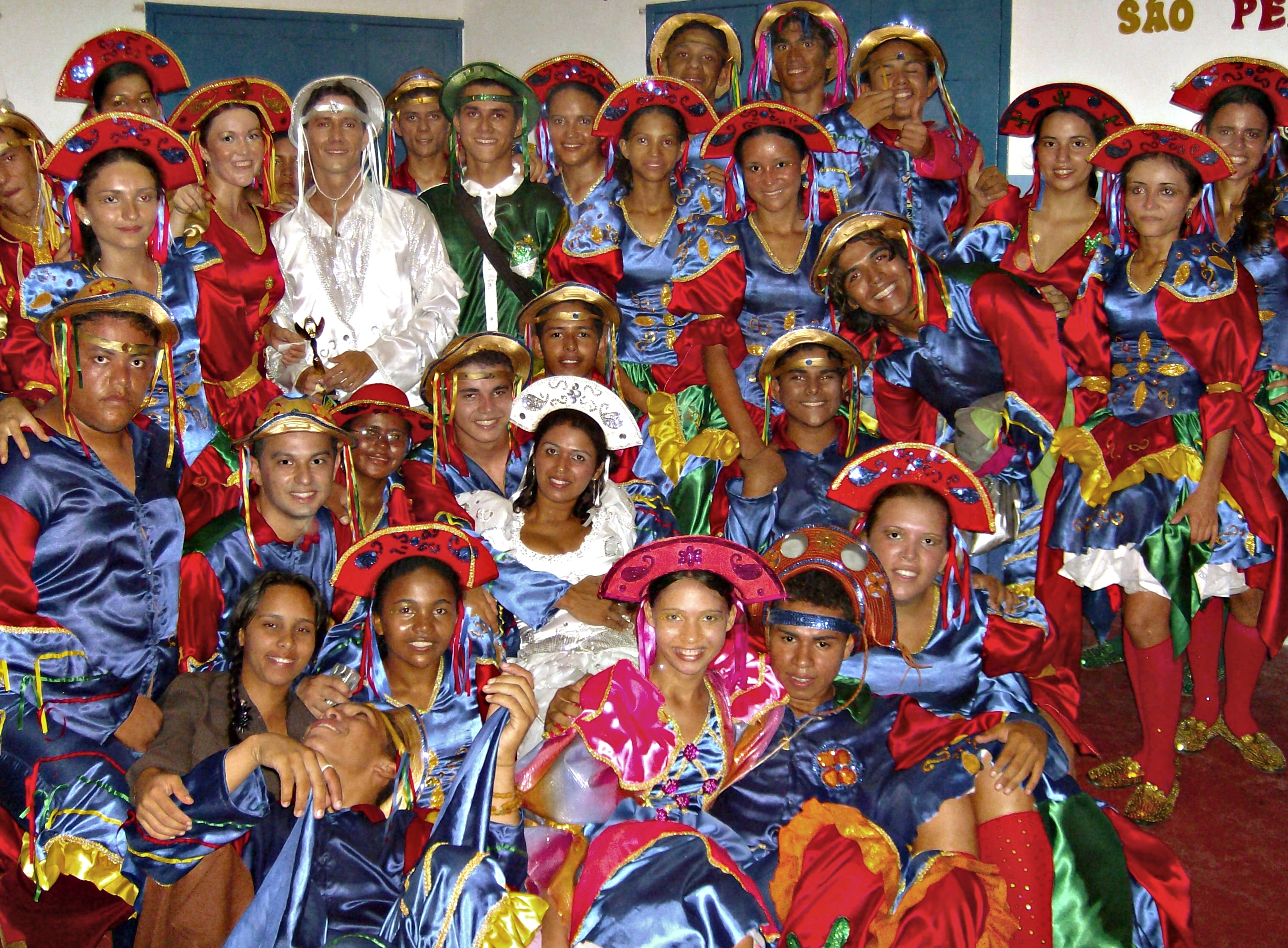
Quadrilha Junina belenense Estação Xodó

A quadrilha junina, de origem europeia chegou ao Brasil e tornou-se popular na Região Nordeste. Geralmente são apresentadas nos meses de junho e julho. Todos os anos em Belém são promovidos concursos para eleger a melhor quadrilha junina do município, dentro do calendário da festa do São Pedro. As quadrilhas juninas belenenses se destacam pela alegria, pelas cores das roupas e pelos personagens folclóricos encenados. Contudo, a população também participa dessa dança folclórica improvisando-a nas ruas e nos sítios do município, dançando ao som do forró pé-de-serra e ao redor das tradicionais fogueiras de São João.
Boi-de-reis
O boi-de-reis, ou simplesmente, o boi de Luis Camilo, era famoso na região. O Luís Camilo foi o principal precursor deste folguedo a partir na década de 1950 no município de Belém. Apresentava-se em diversas cidades da Paraíba e do Rio Grande do Norte. Faleceu em 17 de dezembro de 1996. Outro nome bastante conhecido no município e que também participava das apresentações do boi-de-reis é o Seu Donato.
Pastoril

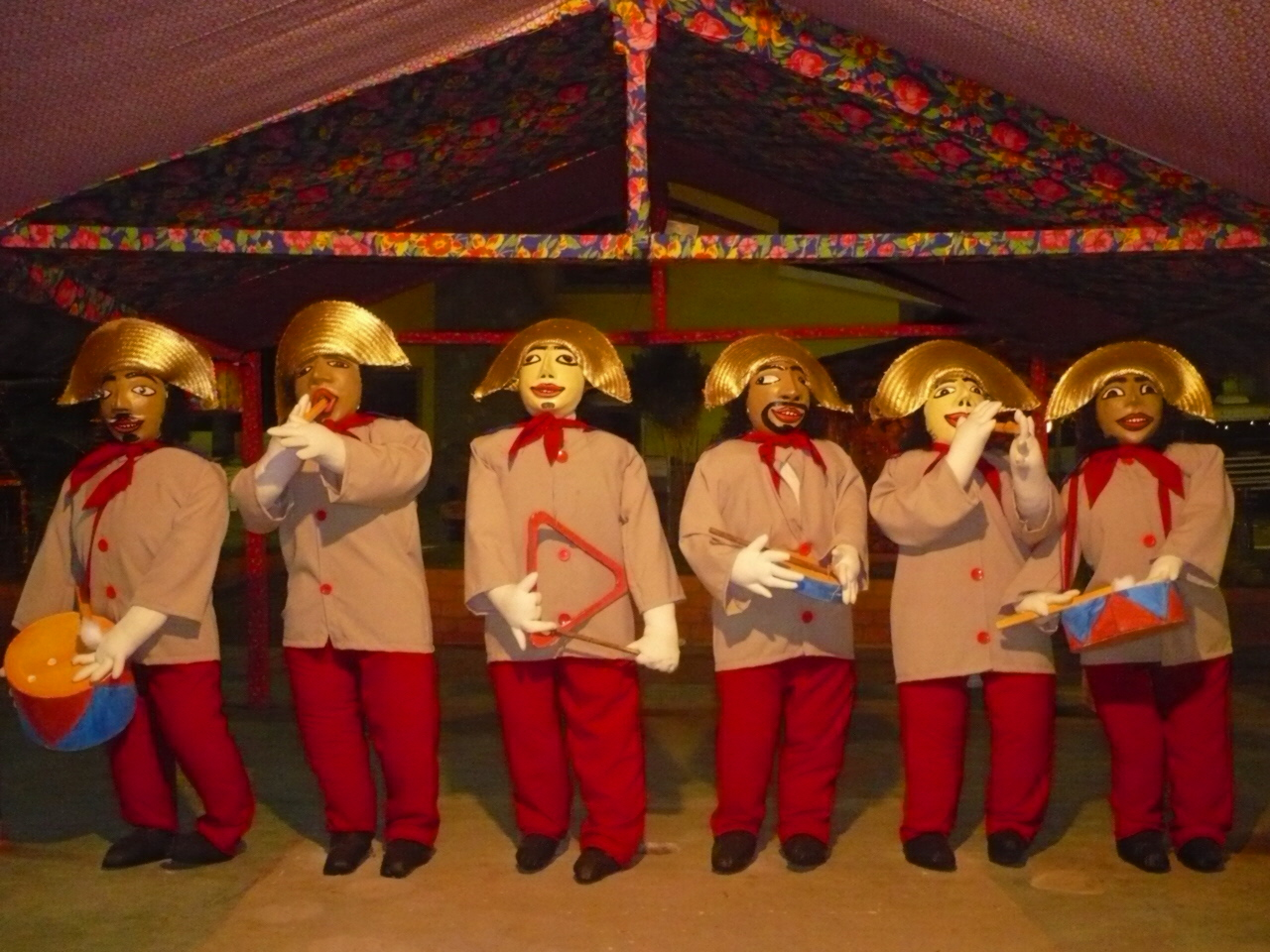
Banda de Pífano. Ornamentação Junina de 2008.

O pastoril, também era um folguedo bastante popular e tradicional em Belém. Existiam vários grupos que se apresentavam na cidade e na zona rural. Através dos duelos entre as fitas azul e vermelha (encarnada), o grupo de pastoril tentava convencer o público ditando versos e canções para ao final da apresentação receber a recompensa em dinheiro. As pessoas pioneiras neste trabalho foram às senhoras: Joana Ferreira Teixeira, conhecida por Dona Nita da Catequese, Elisa de Quinca e Cecília Januário. Segundo relato do Sr. Osvany Sales de Assis, foi numa apresentação do pastoril que o então Governador Flávio Ribeiro Coutinho enamorou-se por uma mestra chamada Flávia, na época em que ele era estudante e passava férias no povoado de Belém na casa de um amigo, o doutor Clóvis Cruz.
Ciranda
A ciranda, classificada como dança de roda, era apresentada sempre nos finais de semana, e especialmente, nas festas da Padroeira. Embalado ao som do triângulo, da zabumba e do pífano, o povo belenense se divertia com o ritmo desses instrumentos musicais e com a alegria da dança circular. Os principais belenenses que dirigiram ou participaram das cirandas foram, entre outros, os senhores: Manoel Fidelis, morador do sítio Bom Retiro, e Felizardo, tocador de pífano.

### Artesanato

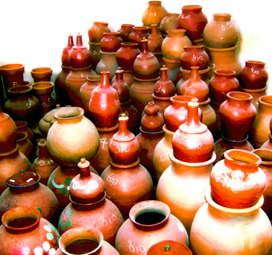
Artesanato de barro do município.

O artesanato belenense caracteriza-se pela simplicidade dos objetos e pela criatividade dos artesãos. São artesanatos feitos de barro, de bambu, da casca do coco, do algodão e de outros elementos da natureza, transformados em utensílios domésticos como panelas, potes para armazenar água, imagens sacras e objetos de decoração.
O artesão belenense de maior destaque na região foi Henrique José Gonçalo, conhecido por Henrique Santeiro, devido sua habilidade em fazer imagens sacras de santos católicos através do gesso, do barro e talhados na madeira. Uma de suas obras mais famosa é a imagem do Cristo crucificado, onde ficou exposta vários anos na Igreja matriz da Sagrada Família em Belém. Seus trabalhos  foram expostos ainda, em feiras de artesanato em João Pessoa e publicados na 3ª edição do Atlas Escolar da Paraíba pela editora grafset.
O artesão Henrique Santeiro era deficiente físico e morava numa comunidade rural do município de Belém, denominada de Angelim. Faleceu em 23 de junho de 2001.

### Carnaval
O carnaval em Belém remonta o período em que o mercado público do município, o Mercanclub, tornava-se o local das festas e da folia carnavalesca. Porém, com a construção do ginásio poliesportivo o “Xaviezão” em 1990, o Mercanclub foi extinto e as festas transferidas para este novo local.
Atualmente, o carnaval belenense caracteriza-se pelos blocos de rua. São diversos blocos que saem pelas ruas da cidade todos os anos no mês de fevereiro, juntando centenas de pessoas para brincarem o carnaval com as tradicionais serpentinas, máscaras, confetes e marchinhas carnavalescas.

### As festas do Natal e da Padroeira

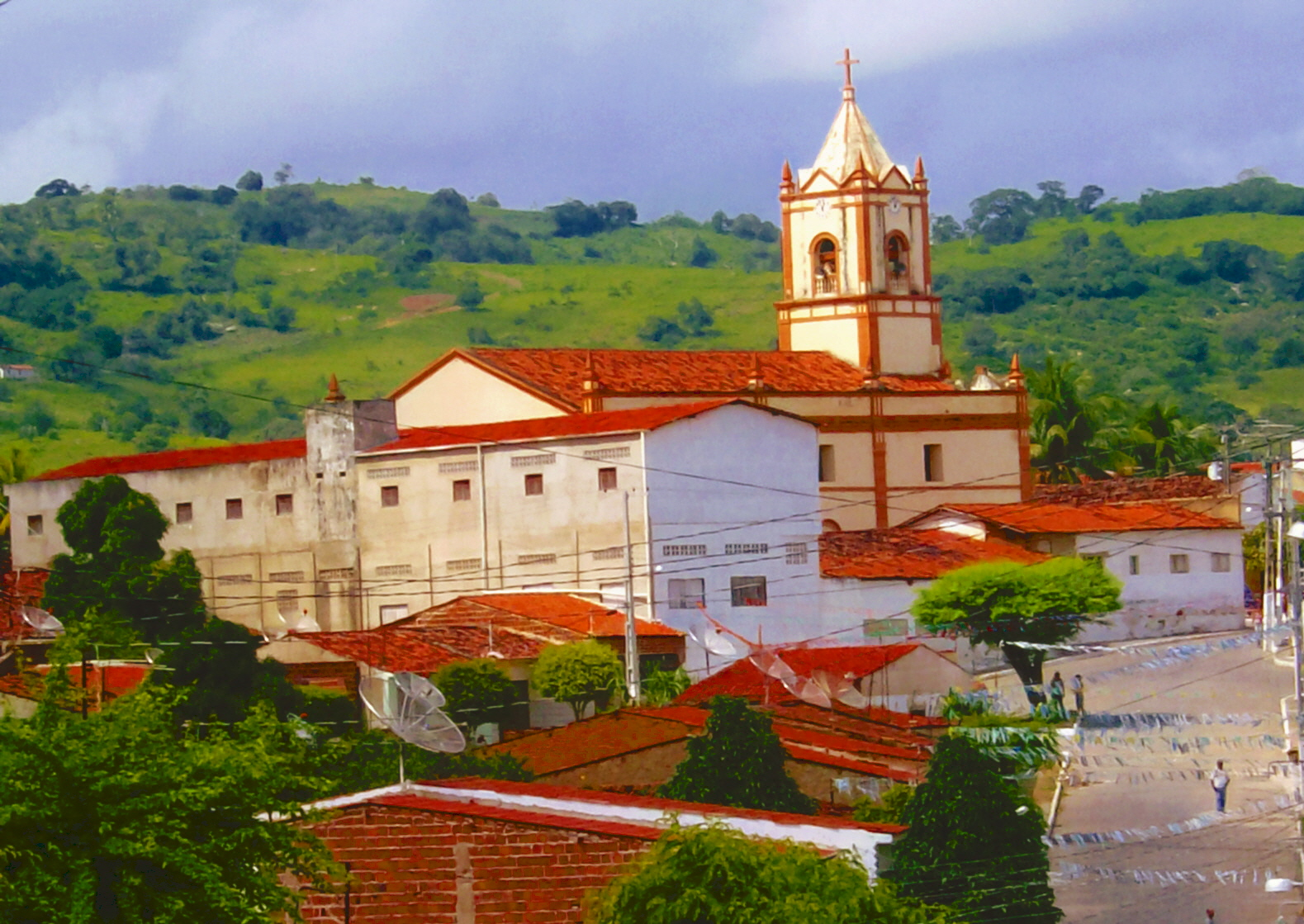
Vista da Igreja Nossa Senhora da Conceição.

As festas religiosas do município de Belém são bastante tradicionais. As principais delas são o Natal e da Padroeira. Na festa do Natal, realizada no mês de dezembro, o caráter popular e de confraternização familiar ficam evidentes através dos parques de diversões, das celebrações religiosas e dos reencontros com os parentes que moram em outras regiões brasileiras. Também a festa da Padroeira Nª Srª da Conceição, realizada no dia 8 de dezembro, tornou-se ao longo de décadas um importante evento cultural e religioso para o povo belenense. Com as tradicionais novenas a Nossa Senhora da Conceição e as descontraídas quermesses, a população se envolve no clima religioso e festivo das celebrações, além de expressarem sua cultura através do genuíno ritmo nordestino, o forró, nas ruas e locais de dança conhecidos por pavilhões do forró.

### A feira livre
A feira livre no município, realizada todas as segundas-feiras desde o início do povoado, no final do século XIX, é um evento que mistura diversos elementos culturais do Nordeste brasileiro. Na feira livre de Belém a população pode encontrar desde as variadas bancas de brinquedos artesanais aos livretos da literatura de cordel, as panelas e imagens feitas de barro aos utensílios de alumínio, os rolos pretos de fumo aos produtos feitos de couro de bode. Pode-se encontrar ainda, os artistas populares vendendo suas  bebidas “milagrosas” contra diversos males, feitas das raízes da flora da região, e as bancas de bolos e bebidas caseiras. Enfim, uma feira livre que através desses e de outros elementos se perpetua  durante décadas.

### Artistas populares

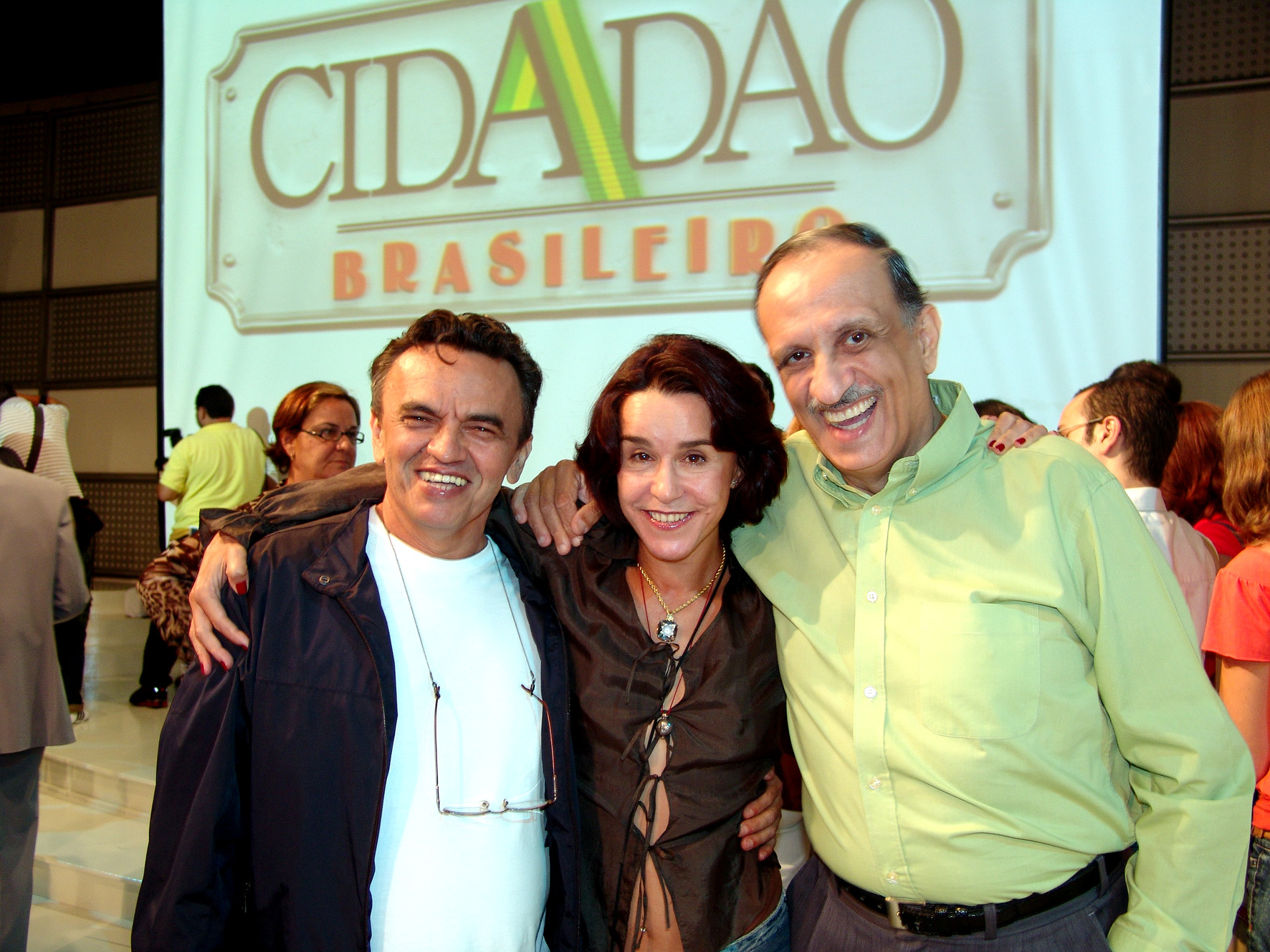
Do lado esquerdo, o ator belenense José Dumont.

O ator José Dumont é um artista belenense que se destacou em nível nacional, ele viveu praticamente toda a sua infância, e parte da adolescência, no município de Belém, especialmente no Distrito de Rua Nova.
Premiado ator brasileiro, José Dumont participou de várias telenovelas na televisão, recebendo vários prêmios nos festivais de Gramado, de Brasília, de Havana, do Cinema Brasileiro de Miami, devido suas diversas atuações no cinema nacional. Um ícone da cultura cinematográfica brasileira.
Além do ilustre José Dumont, outros belenenses se destacaram na região com seus grupos musicais de forró, de teatro amador, de folguedos e danças, que demonstram a autenticidade e criatividade do povo belenense.
Alguns artistas populares e bandas de forró do município de Belém da Paraíba:
- Mestre Marrom
- Chiquinho de Belém (ex-músico da banda de forró Magníficos).
- Forró das Marias
- Ramon Bernardo
- João Lúcio Acústico
- Eziélio Show

### Festa do São Pedro

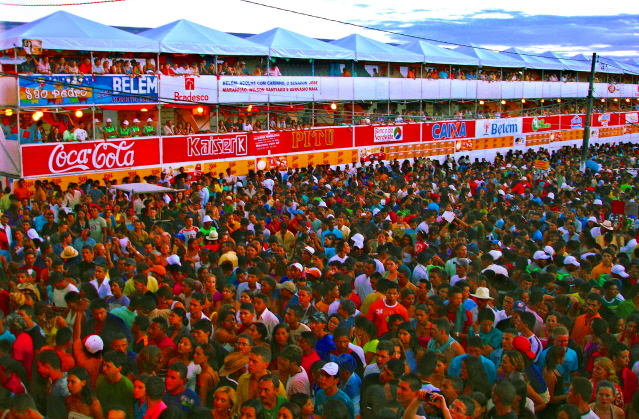
Festa do São Pedro em Belém, Paraíba.

Criada em 1997, a festa do São Pedro é realizada no primeiro final de semana do mês de julho na cidade, e reúne todos os anos milhares de pessoas vindas de várias cidades do Brasil. Normalmente são três dias de festa animados pelos principais grupos ou bandas musicais de forró que se apresentam na região Nordeste e no Brasil. É o maior evento cultural da atualidade no município. No decorrer das várias edições dos festejos, além das bandas de forró, artistas de renome nacional como Alceu Valença,Fagner, Zé Ramalho, Leonardo, Cláudia Leite e Maria Cecília e Rodolfo, se apresentaram no São Pedro de Belém, transformando esse evento numa das principais festas populares do interior da Paraíba.

## Infraestrutura

### Assistência Social
Com uma rede assistencial organizada e articulada, a assistência social desenvolvida em Belém é referência nas regiões do Brejo e do Curimataú paraibanos, especialmente as ações ligadas ao atendimento às crianças e adolescentes, e as pessoas idosas. Em relação à assistência desenvolvida para as crianças e adolescentes, o município conta com o Conselho Municipal dos Direitos da Criança e do Adolescente, e o Conselho Tutelar, órgãos responsáveis pela formulação de políticas públicas e pela fiscalização do cumprimento dos direitos infanto-juvenis. E ainda o Programa de Erradicação do Trabalho Infantil (PETI).
No atendimento às pessoas acima de 60 anos, consideradas idosas, o município dispõe do Conselho Municipal da Pessoa Idosa, órgão fiscalizador dos direitos deste segmento populacional, e o Abrigo para idosos Bom Pastor, instituição ligada a Paróquia Sagrada Família de Belém (Paraíba), que desenvolve a função de atendimento asilar.

### Educação
De acordo com o Censo escolar do INEP em 2006, no município de Belém estavam matriculados 4.775 estudantes distribuídos pelas redes municipal, estadual e privadas de ensino, nos níveis de ensino infantil, fundamental e médio, com as seguintes percentagens:
| |         |
| \| Creches \| 1,78 % \| \| Pré-Escola \| 14,72 % \| \| Ensino Fundamental \| 60,87 % \| \| Ensino Médio \| 8,83 % \| \| Educação de Jovens e Adultos (EJA) \| 13,08 % \| \| Educação especial [8] \| \| |         |
| Creches | 1,78 %  |
| Pré-Escola | 14,72 % |
| Ensino Fundamental | 60,87 % |
| Ensino Médio | 8,83 %  |
| Educação de Jovens e Adultos (EJA) | 13,08 % |
| Educação especial |         |

#### Rede Municipal

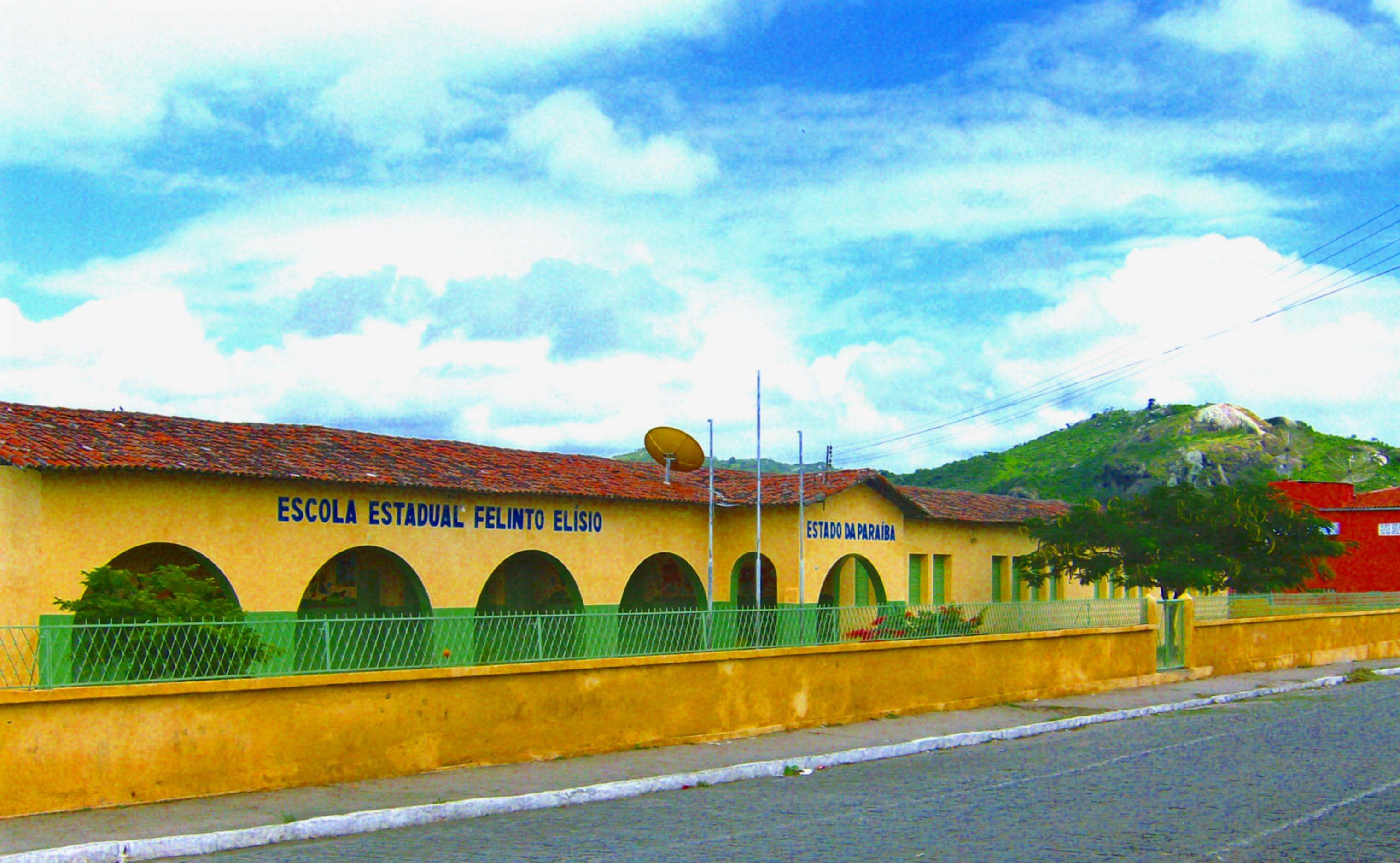
Escola Estadual Felinto Elísio. Construída em 1955.

A rede municipal de ensino dispõe de vinte e uma unidades escolares, sendo treze escolas na zona rural e oito escolas na zona urbana, incluindo o distrito de Rua Nova, distribuídas em ensino infantil e fundamental, além do ensino de Educação de Jovens e Adultos (EJA) e o programa educacional Brasil Alfabetizado, do governo federal. De acordo com a Secretaria Municipal de Educação, em 2007 foram matriculados 2.370 alunos.
A rede municipal de ensino também oferece dois centros de informatização, o Centro Municipal de Informática e o Laboratório de Informática Edvaldo Saraiva, este último em homenagem ao belenense pertencente ao quadro de funcionários da empresa norte-americana Microsoft. E a Biblioteca Ariano Suassuna, instalada na Escola Municipal de Ensino Fundamental Anita de Melo Barbosa Lima.

#### Rede Estadual
Com 1.824 alunos matriculados, segundo o Censo escolar de 2006, a rede estadual de ensino disponibiliza três unidades escolares para o município, a Escola de Ensino Fundamental e Médio Engenheira Márcia Guedes Alcoforado de Carvalho e a Escola de Ensino Fundamental Felinto Elísio, as duas instaladas na sede. Já no distrito de Rua Nova funciona a Escola Estadual de Ensino Fundamental Rosa dos Santos.

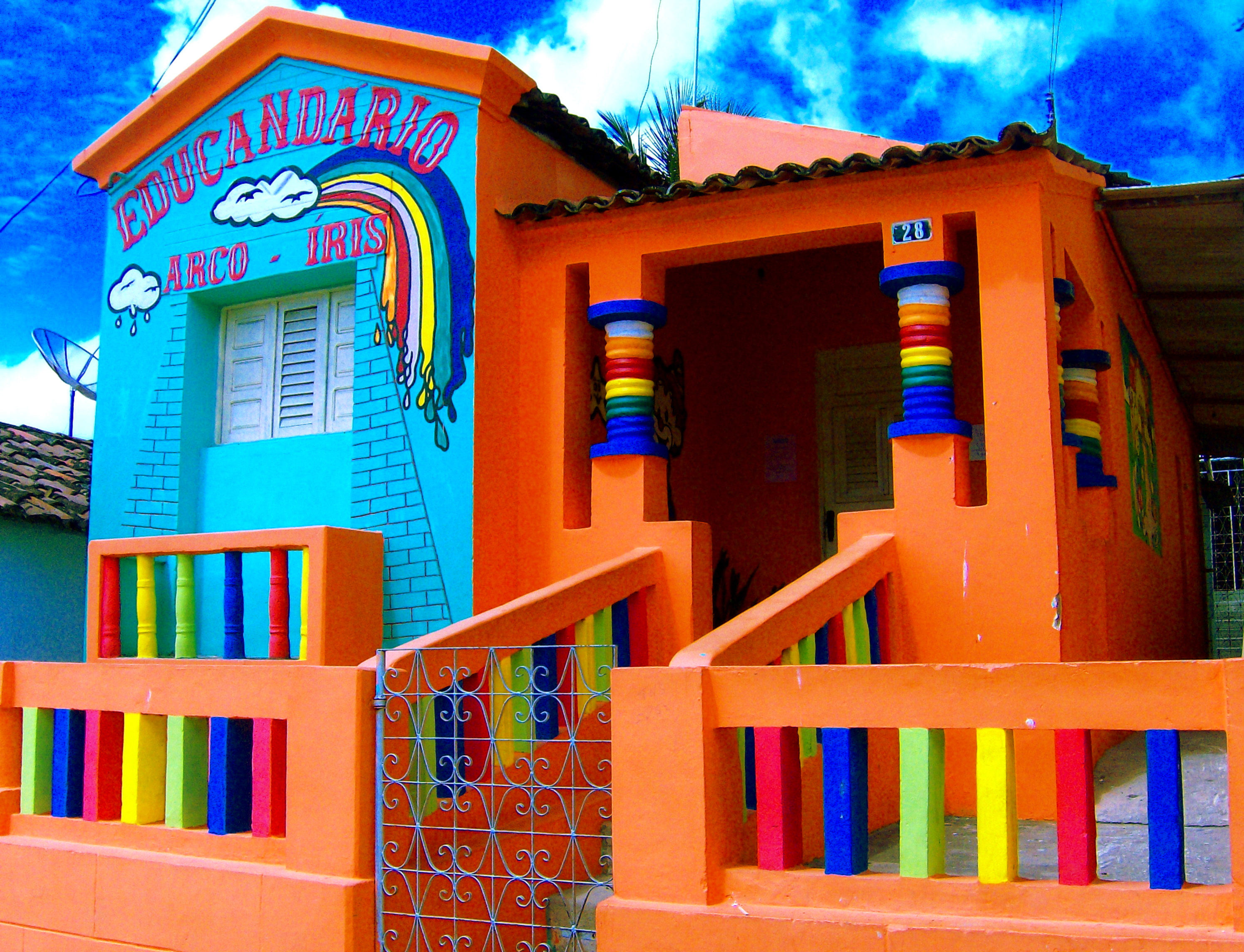
Educandário Arco-Íris.

#### Rede Privada
Ainda de acordo com o Censo Escolar de 2006, na rede privada de ensino em Belém estão matriculados 386 alunos, distribuídos em cinco escolas, todas elas de ensino infantil e fundamental.
- Educandário Aquarela
- Educandário Arco-Íris
- Educandário Futuro da Criança
- Educandário Janelinha do Saber
- Educandário Pedro Cardoso
- Educar Colégio e Curso
- Janelinha do saber.

### Saúde
Com sete unidades básicas do Programa Saúde da Família (PSF), sendo uma unidade no distrito de Rua Nova, duas na zona rural, instaladas nos sítios Serraria e Limeira, e quatro unidades na sede, a rede municipal de saúde atende uma população estimada em quase 18 mil habitantes. Para desempenhar um atendimento eficaz na área da saúde a rede municipal também conta com uma equipe de 45 Agentes Comunitários de Saúde, um Centro de Fisioterapia, uma Farmácia Básica e um Centro de Especialidades Odontológicas (CEO).
Além das unidades básicas do Programa Saúde da Família (PSF), o município de Belém dispõe de um hospital a nível regional, o Hospital Luís Alexandrino da Silva, inaugurado em 1998, pelo então Governador da Paraíba José Maranhão. Este é um importante hospital que abrange parte das microrregiões de Guarabira, do Curimataú e do Brejo paraibanos. Recebeu no ano de 2004 o título de hospital Amigo da Criança pelo Unicef.

### Transporte

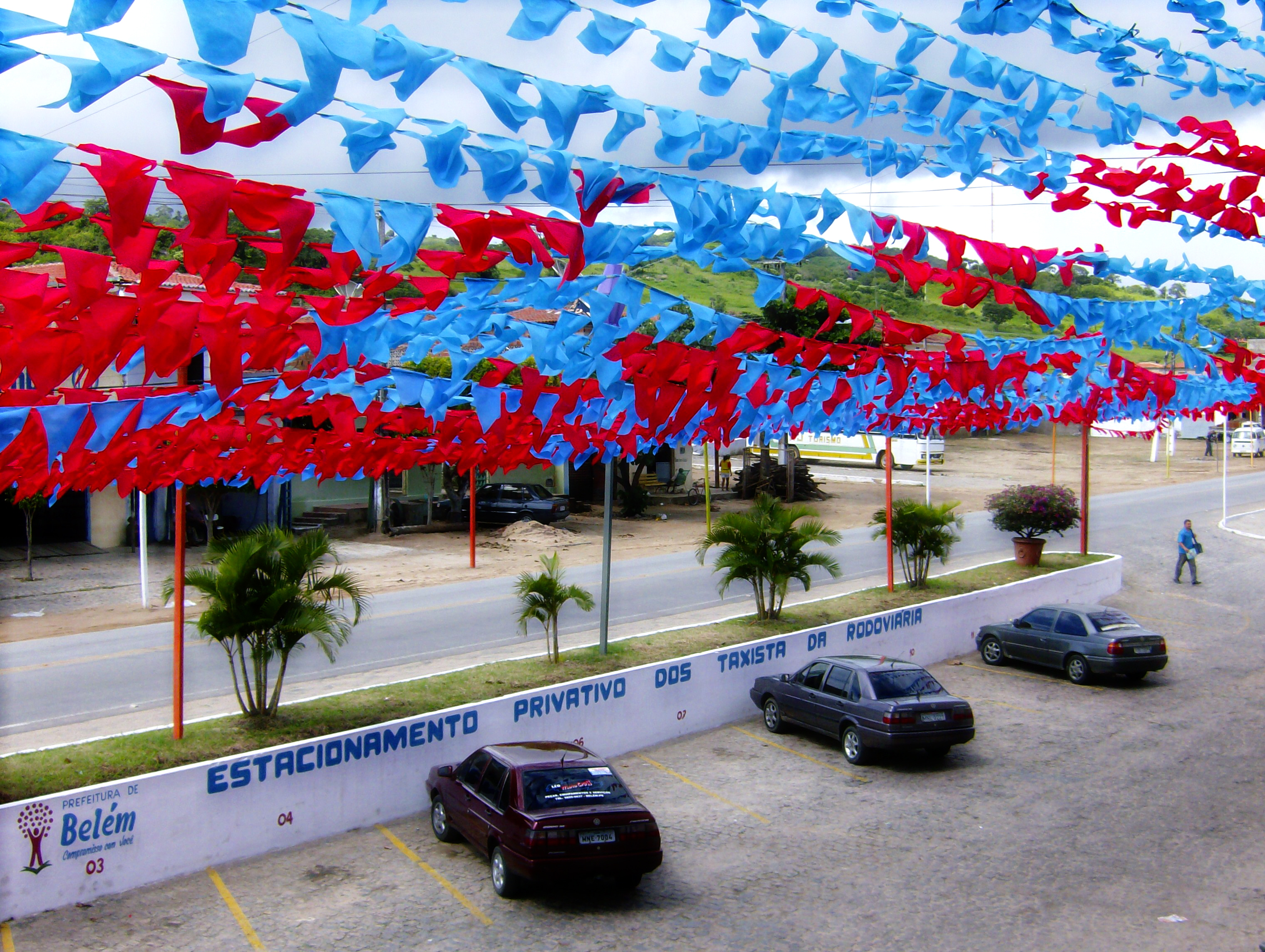
Estacionamento dos táxis.

A rede de transporte no município de Belém é composta, exclusivamente, pelos transportes terrestres. Este serviço é prestado através dos táxis alternativos e das motocicletas conhecidas como “moto-táxis”. Dois meios de transportes devidamente legalizados pelo poder público municipal.
Além dos transportes classificados como alternativos o município é atendido por diversas empresas de ônibus intermunicipais e interestaduais, devido o mesmo estar localizado numa das principais rotas de acesso, pelas rodovias PB-073 e PB-105, das regiões do Brejo e Curimataú paraibanos às cidades de João Pessoa e Campina Grande, e ao estado do Rio Grande do Norte. No município inicia-se, ainda, a rodovia PB-089 em direção aos municípios de Caiçara e Logradouro.

### Meios de comunicação

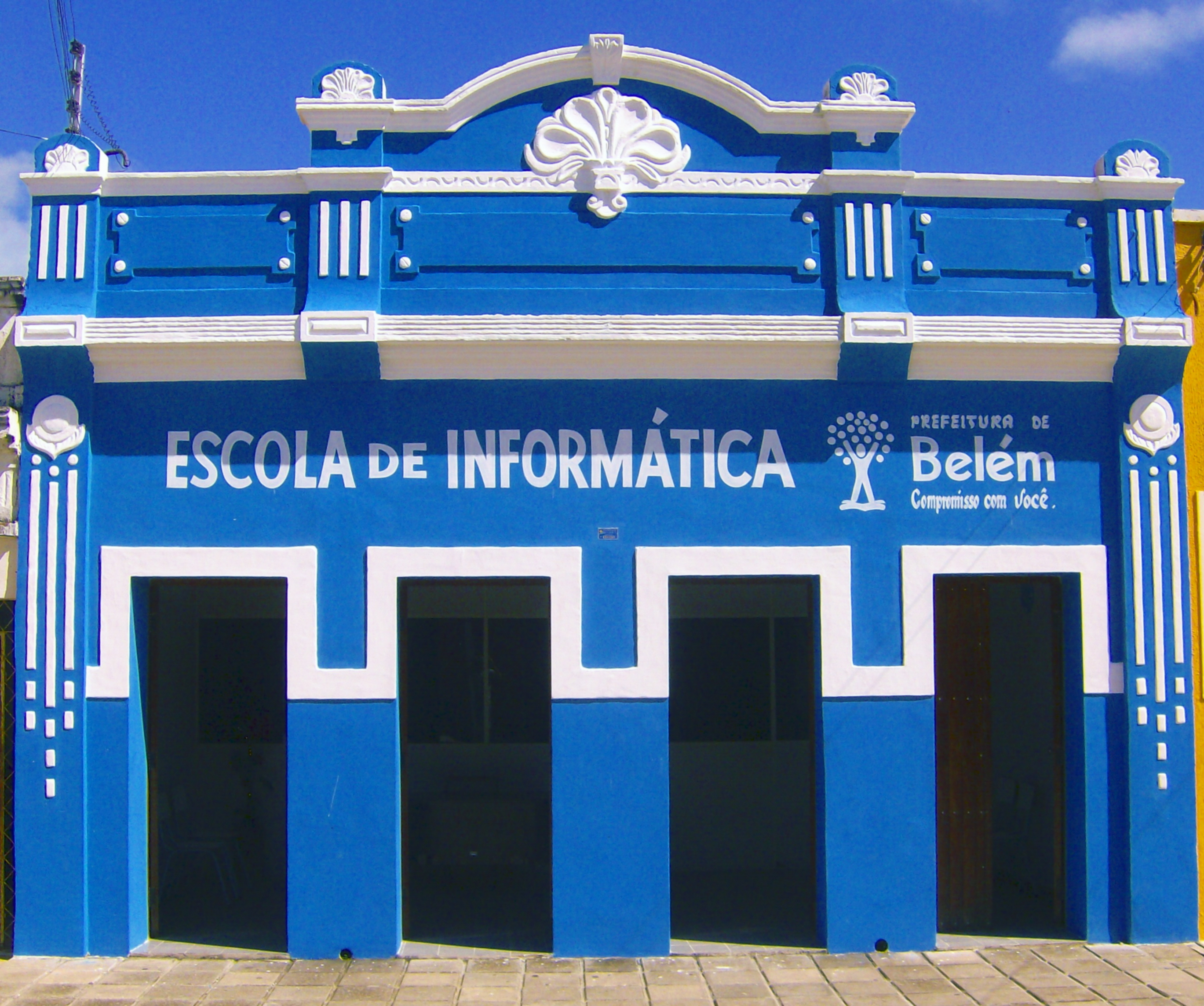
Escola de Informática de Belém.

O município dispõe de variados meios de comunicação como rádios comunitárias, jornais on-line, provedor de internet, telefonia celular, etc. Esses meios de comunicação foram inseridos, principalmente, no início da década de 2000, beneficiando a população belenense, desenvolvendo e divulgando o município.
Os principais meios de comunicação são:
- Rádio Talismã FM 99.3
- Rádio Comunitária Rua Nova FM 87.9
- Rádio Cidade
- Telefonia celular (TIM e CLARO)
- Torre de comunicação da Telemar (Oi)
- TVs: Rede Globo, SBT, Band, Record, Rede Vida, TV Correio (filiada da Record), TV Tambaú (filiada do SBT), TV Cabo Branco (filiada da Globo)
- Agência dos Correios

## Economia

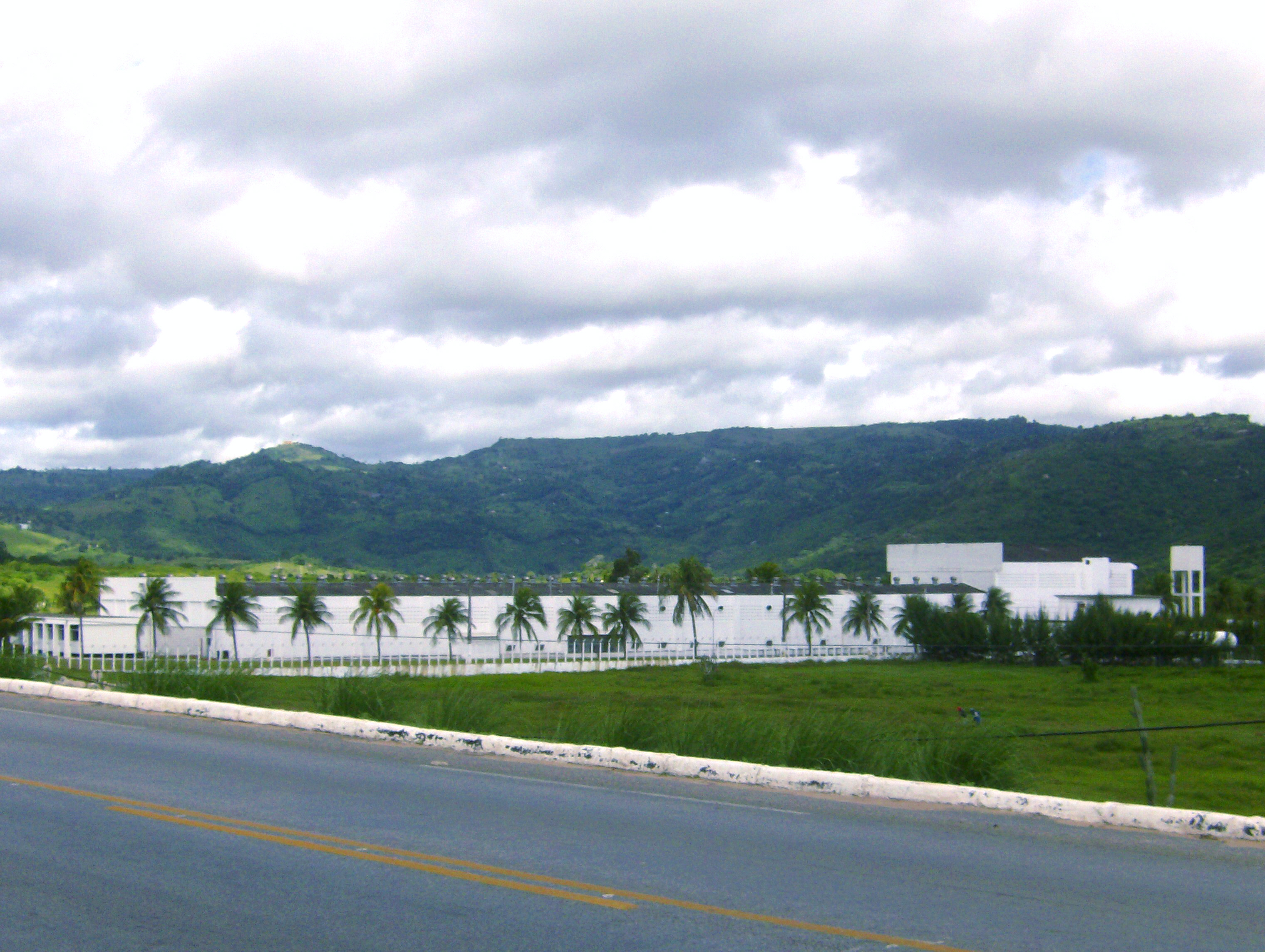
Indústria Alimentícia 3 de Maio.

A base da economia belenense é sustentada por vários setores: o funcionalismo público municipal e estadual, as aposentadorias dos idosos, as empresas e micro-empresas, o comércio, a agricultura familiar e a pecuária.
Funcionalismo público
O funcionalismo público municipal e estadual é um dos setores que mais emprega pessoas em Belém, principalmente nas áreas de educação e saúde, por isso é considerado o principal setor que sustenta a economia local.
Aposentados
O município de tem uma das maiores populações relativas de idosos do estado da Paraíba. A percentagem é de 13,6% da população absoluta do município. Consequentemente, a participação desse segmento na manutenção da economia local é decisiva, trazendo benefícios para outros setores da economia belenense.
Empresas e microempresas
As empresas e microempresas desempenham um importante papel na economia do município. São cerca de três empresas e dezenas de microempresas distribuídas nas áreas alimentícias, de confecções e da construção civil, que juntas empregam centenas de pessoas.
Comércio

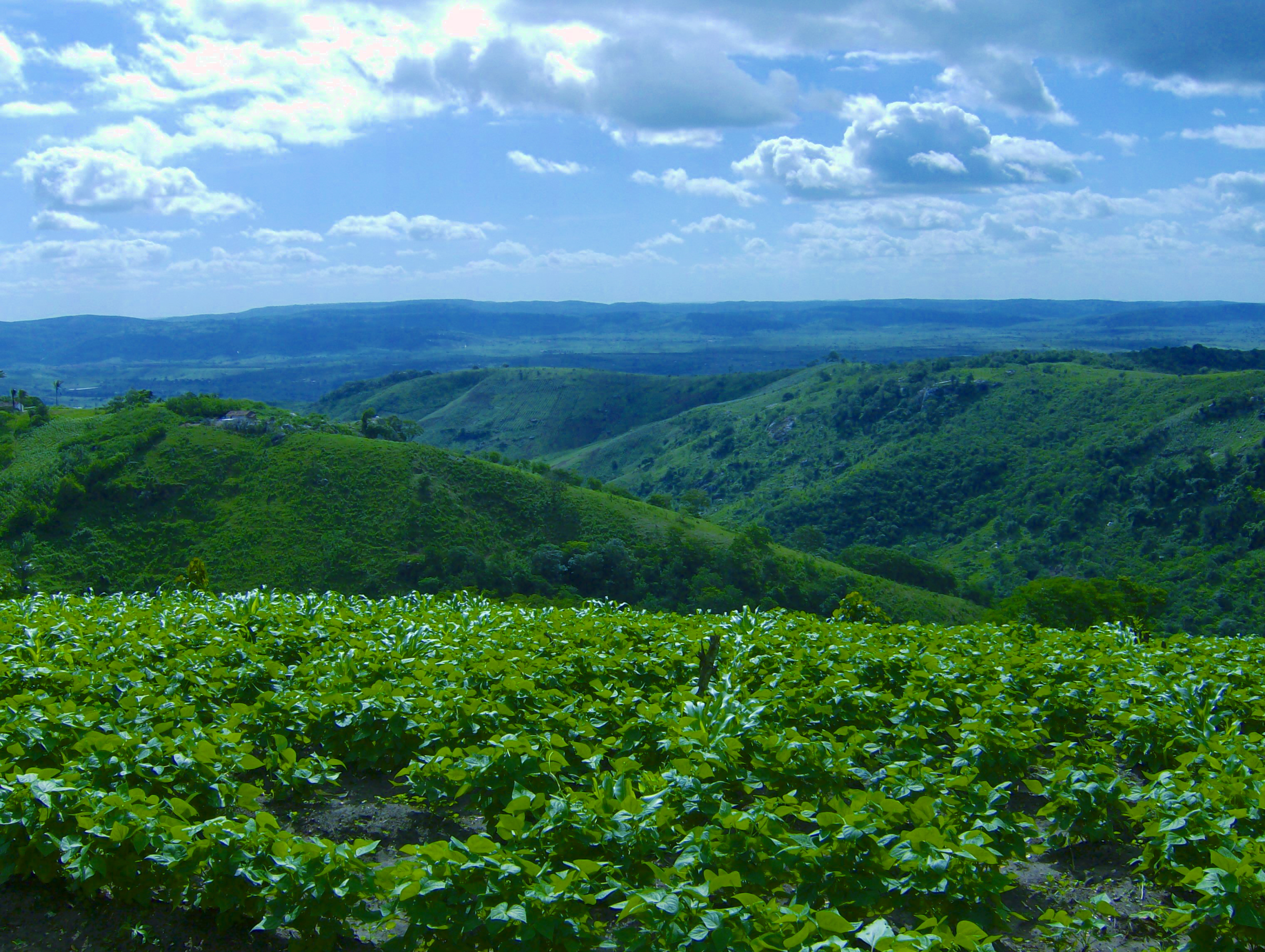
Plantação de feijão no Sítio Angelim.

O comércio belenense é um dos setores que mais se destacam na economia do município. São dezenas de estabelecimentos comerciais que contribuem para o desenvolvimento da economia local, empregando pessoas e contribuindo através do pagamento de impostos. Porém, é um setor muito sensível, pois depende estreitamente do funcionalismo público e dos aposentados.
Agricultura familiar e pecuária
A agricultura familiar desempenha uma função importantíssima no município de Belém, além de contribuir com a economia local através da comercialização do feijão, do milho, do algodão, da mandioca e do beneficiamento de frutas, produtos comuns do município. Porém, ainda é basicamente um agricultura de subsistência. Também a pecuária no município contribui para o desenvolvimento da economia, especialmente, através da venda e beneficiamento do leite e da carne do gado pelos pequenos pecuaristas.

## Esportes
As principais atividades ou eventos esportivos praticados em Belém são o futebol de campo e de salão, este último também conhecido por futsal, a mini maratona, a capoeira, os esportes de aventuras, e recentemente o taekwondo, entre outros esportes. O município dispõe de dois ginásios poliesportivo, um no distrito de Rua Nova denominado de “O Amigão”, e outro na sede, chamado de “O Xaviezão”. E um estádio municipal em fase de construção.
Futebol
O futebol é a principal atividade esportiva dos belenenses. Os times de maior destaque por terem participado ou vencido campeonatos regionais de futebol amador são:
- Atlético Esporte Clube
- Belém Esporte Clube (extinto)
- Estrela Azul Futebol Clube
- Juventus Esporte Clube(extinto)
- União Esporte Clube

Mini maratona
A mini maratona de Belém é um evento esportivo realizado desde 2005, sempre no dia 6 de setembro, data da emancipação político-administrativa do município, com a participação de dezenas de atletas da região e até dos estados do Rio Grande do Norte e do Pernambuco. São 12 quilômetros de percurso entre os quilômetros 66 e 78 da rodovia PB-073 que atravessa o município. O principal destaque das últimas edições da mini maratona é a participação da atleta paraibana Ednalva Laureano da Silva, a “Pretinha”, vencedora de diversas maratonas a nível nacional e internacional.
Capoeira
A Capoeira, originalmente uma luta disfarçada como dança trazida ao Brasil pelos escravos africanos e difundida nos quilombos e senzalas na época colonial, começou a ser praticada em Belém na década de 90, é bastante difundida no município. Além do caráter esportivo, a prática da capoeira tornou-se uma ferramenta importante na educação de parte da população infanto-juvenil belenense. um dos capoeirista que mais se destacou na cidade foi o Mestre Índio com o grupo Ginga Menino nos anos de 2000 e 2001.
Esportes de aventura
Os esportes de aventura é uma prática recente e que vem crescendo em Belém, especialmente por equipes de esportistas da região do brejo paraibano. Devido grande parte do relevo do município ser constituído por serras e formações rochosas como a Pedra do Cordeiro, e grandes lajedos em comunidades rurais como os de Lagoa da Serra e Gameleira, os aventureiros buscam estes locais para a prática do rapel, trilhas, arvorismo, entre outros esportes radicais comuns a estas características ambientais.
Taekwondo
O Taekwondo é outro esporte que vem ganhando espaço e se profissionalizando no município através da Escola Belenense de Taekwondo, filiada a Liga Paraibana. Originário da Corea este esporte em Belém é praticado especialmente por adolescentes e jovens.

## Turismo
Calendário turístico
- Julho (1° final de semana) - Festa do São Pedro de Belém (Paraíba)
- 6 de Setembro - Corrida Noturna da Independência
- Setembro - Rota Cultural Raízes do Brejo
- 8 de Dezembro - Festa da Padroeira

## Galeria de imagens

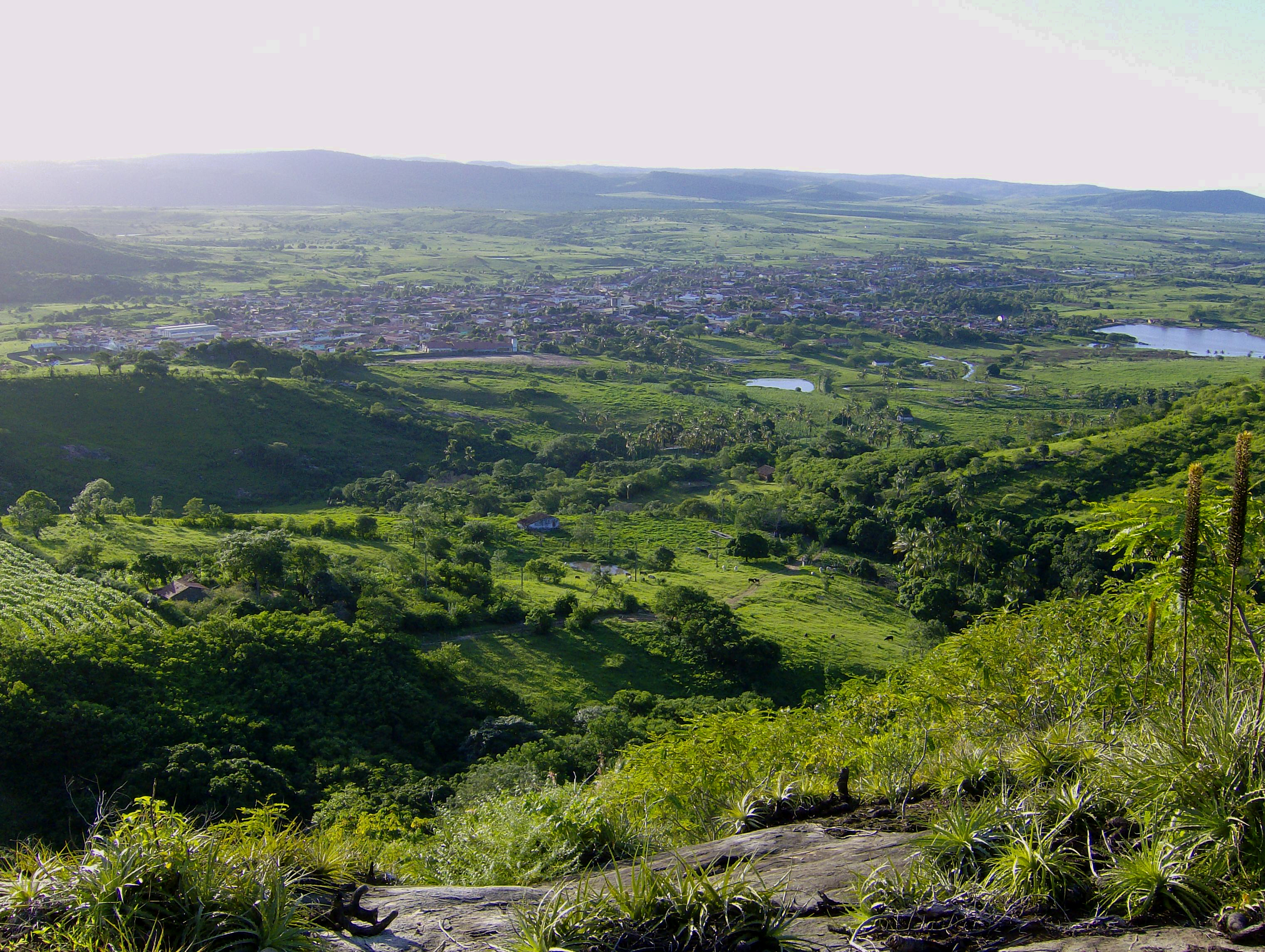
Vista panorâmica
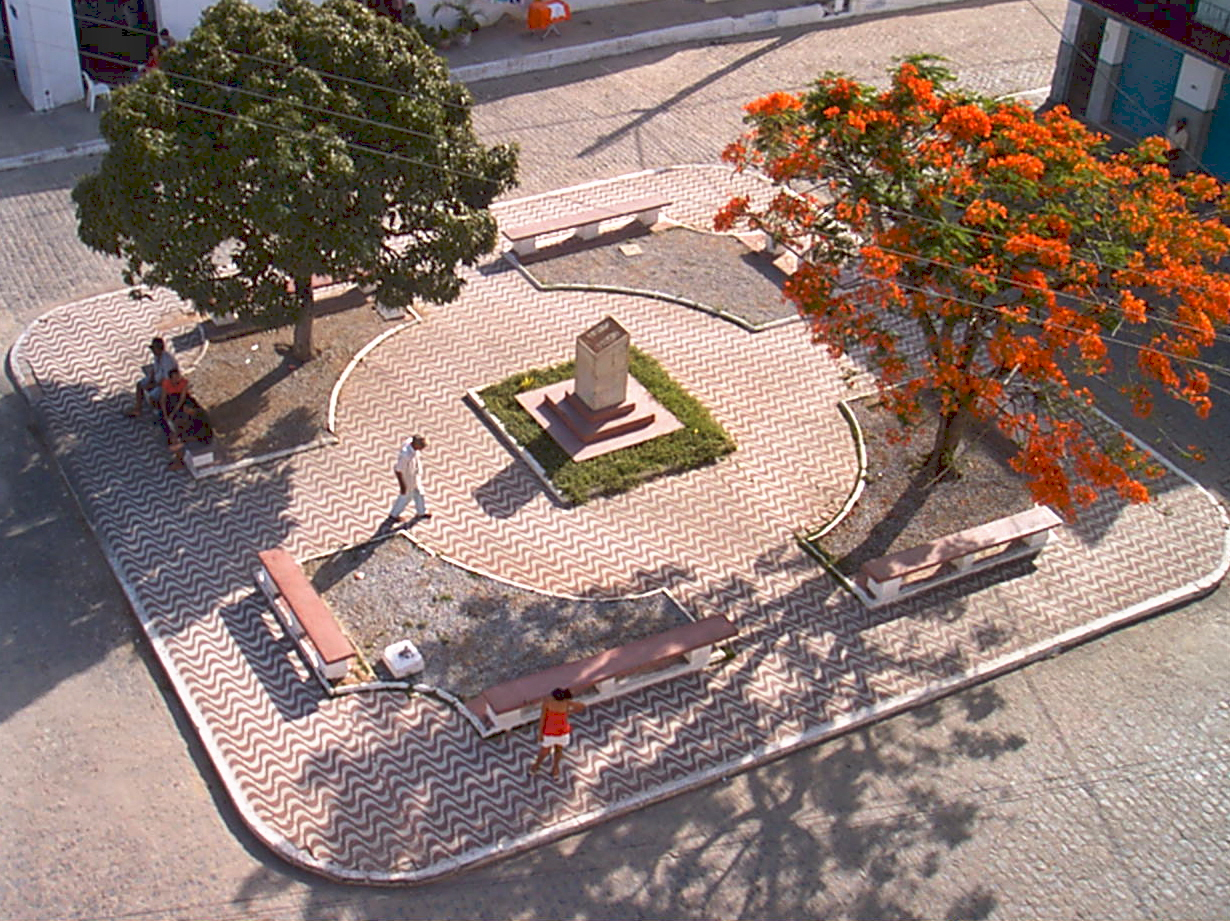
Praça Antonio Alexandrino da Silva (Em Frente a Igreja N. Sra. da Conceição)
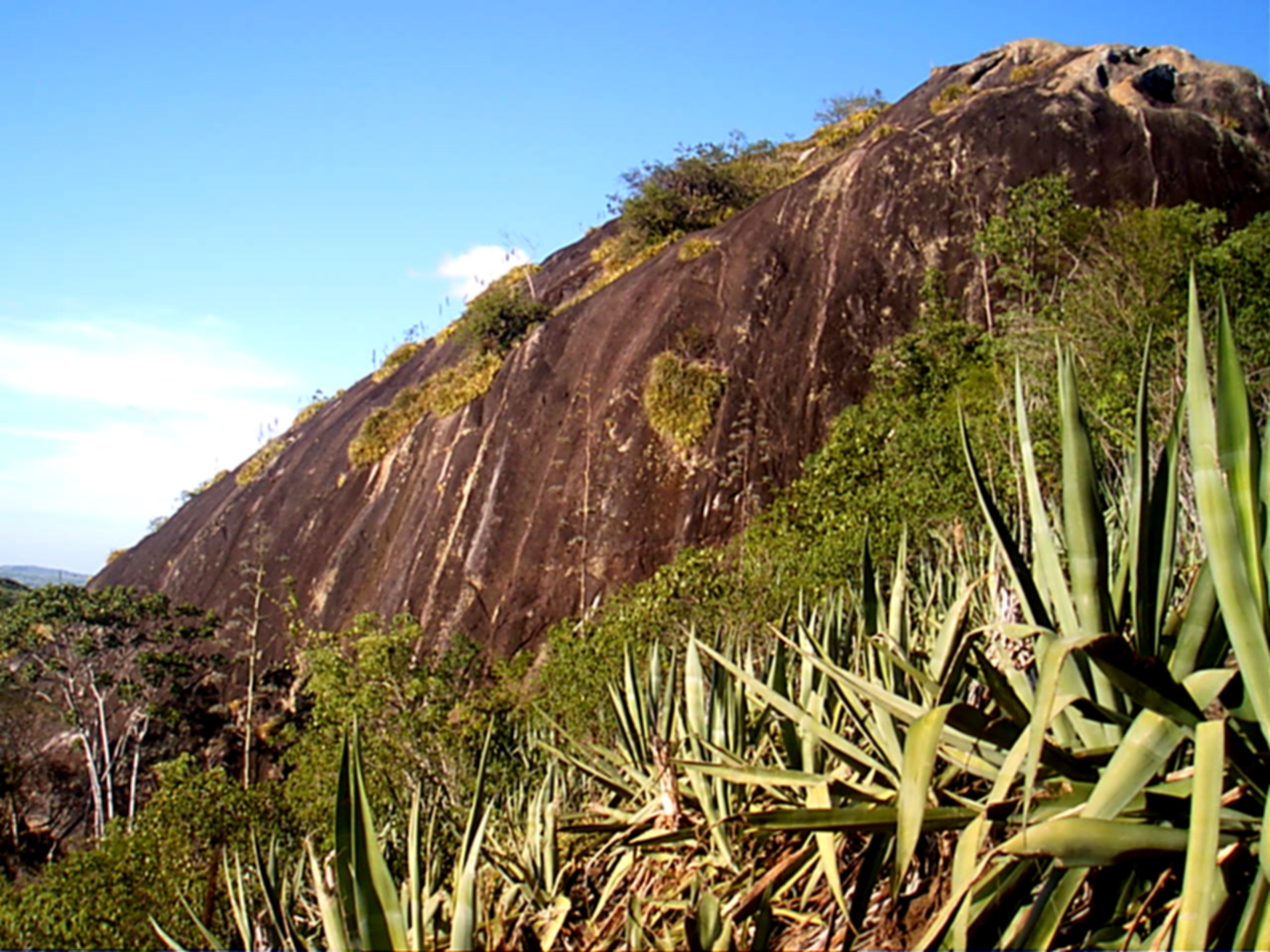
Formação rochosa no sítio Gameleira
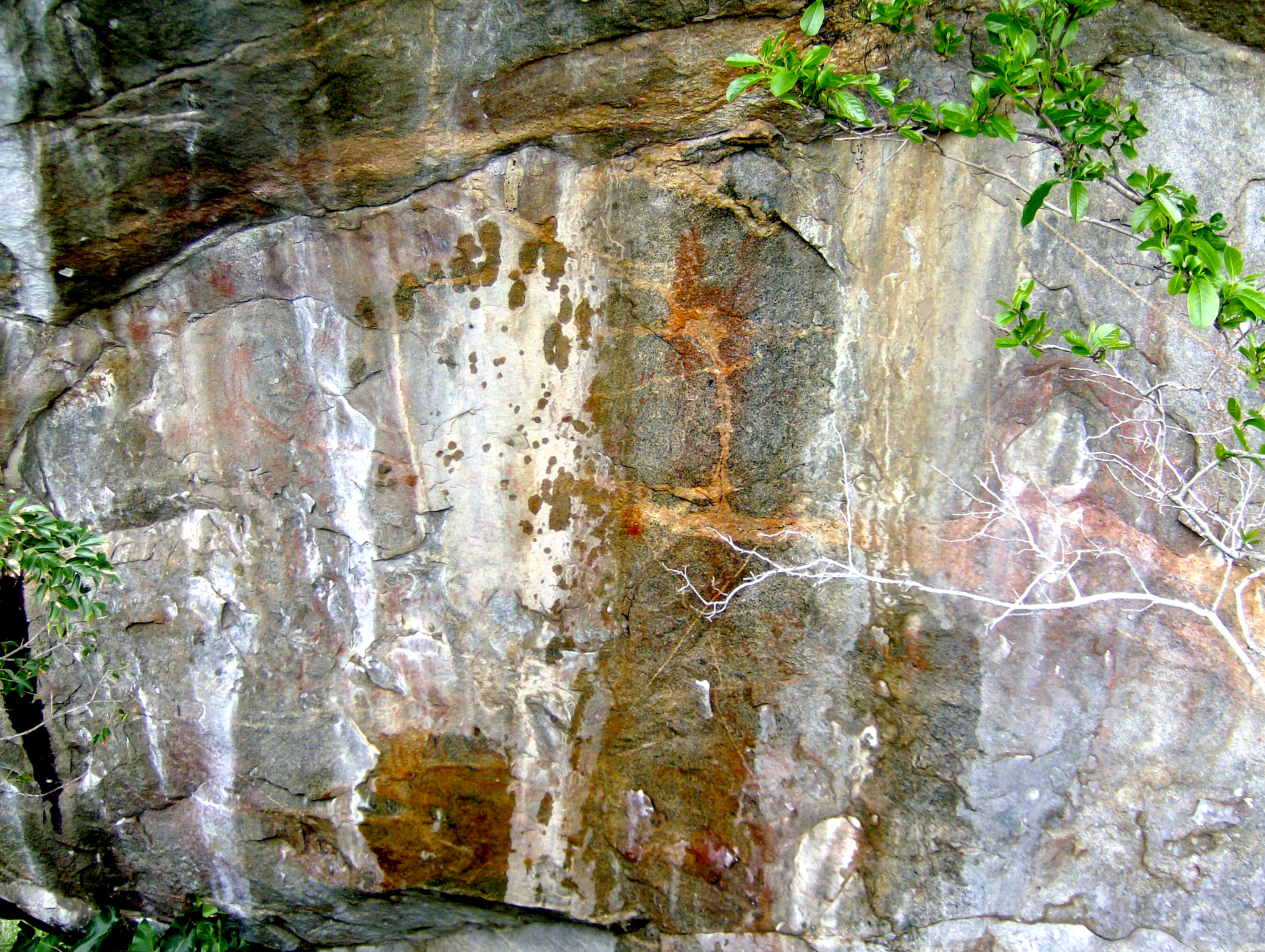
Pedra do Lobo, painel rochoso com inscrições rupestres
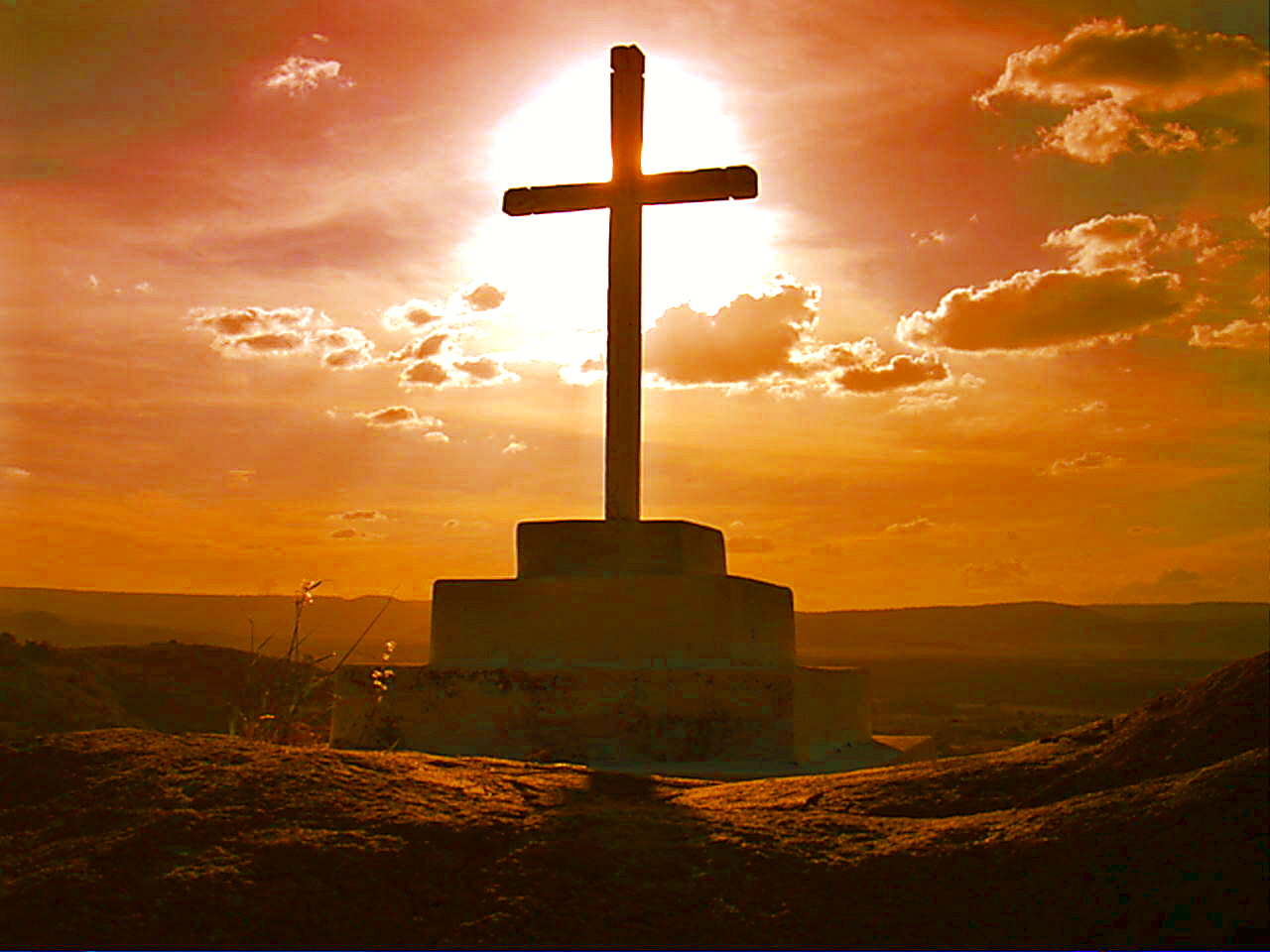
Cruzeiro no sítio Gameleira
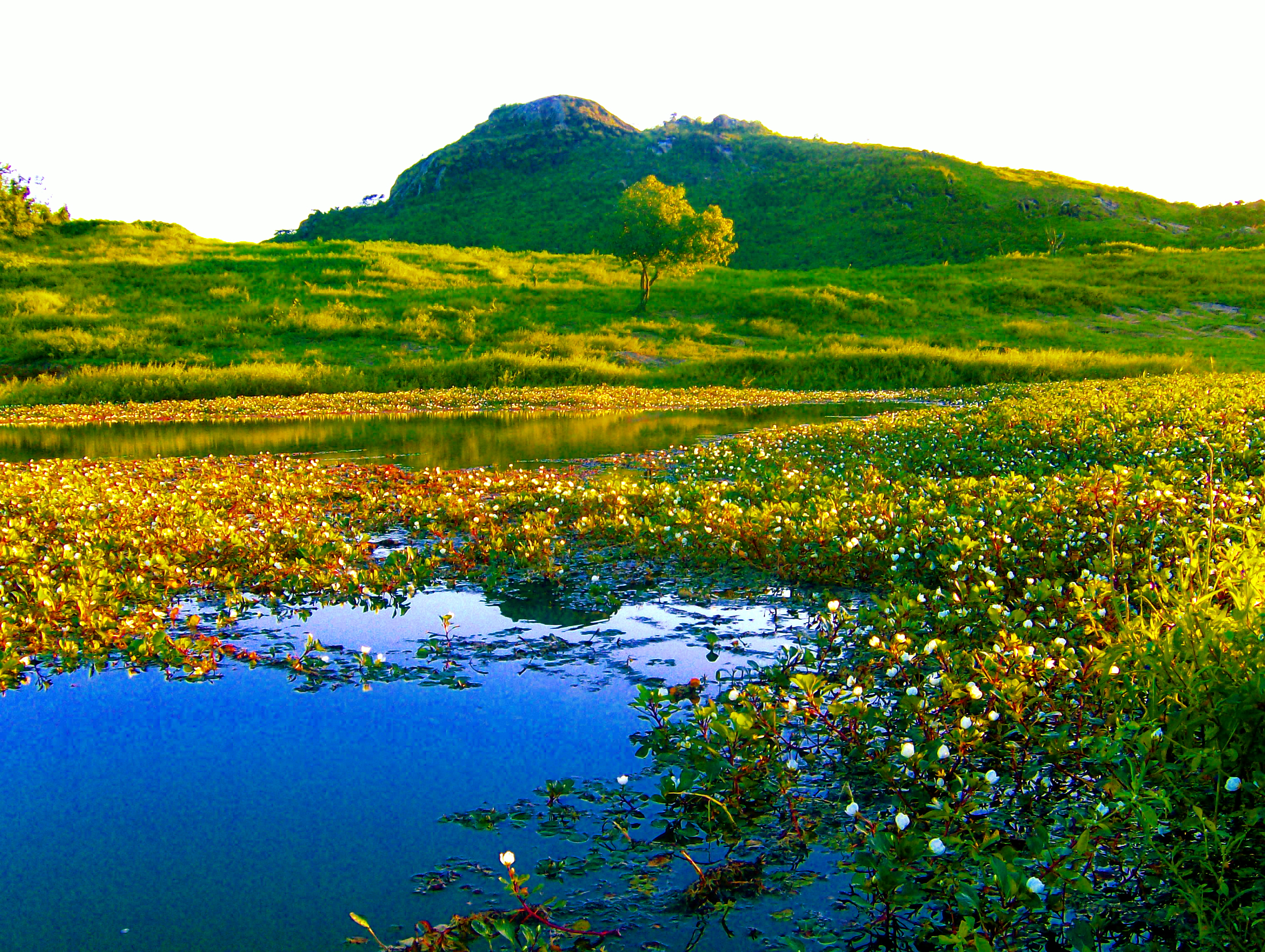
Vista da Pedra do Cordeiro
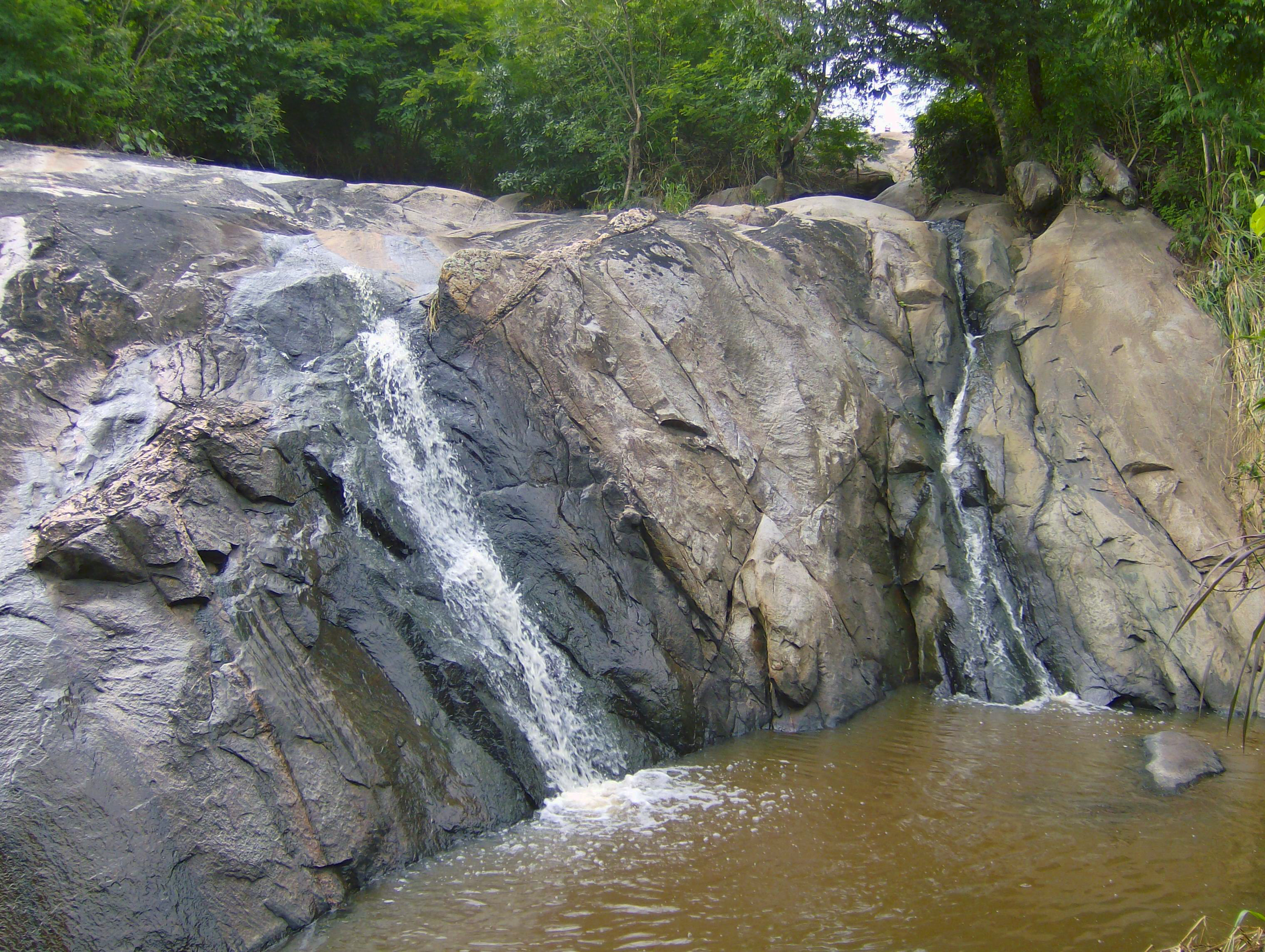
Pequena cachoeira no Sítio Mufumbo
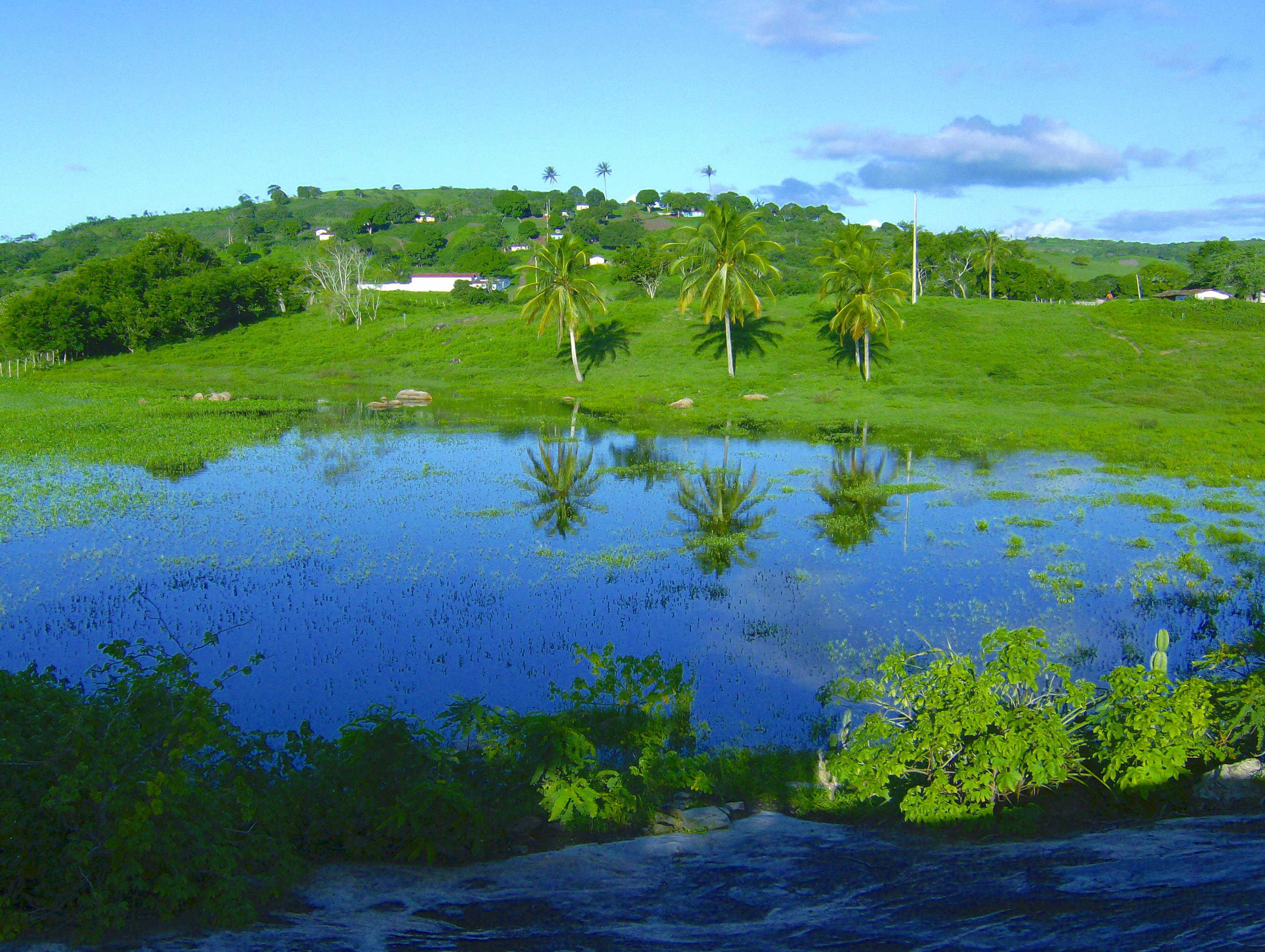
Sítio Lagoa da Serra